# Zur Schmerzhaften Muttergottes und St. Ulrich (Maria Steinbach)

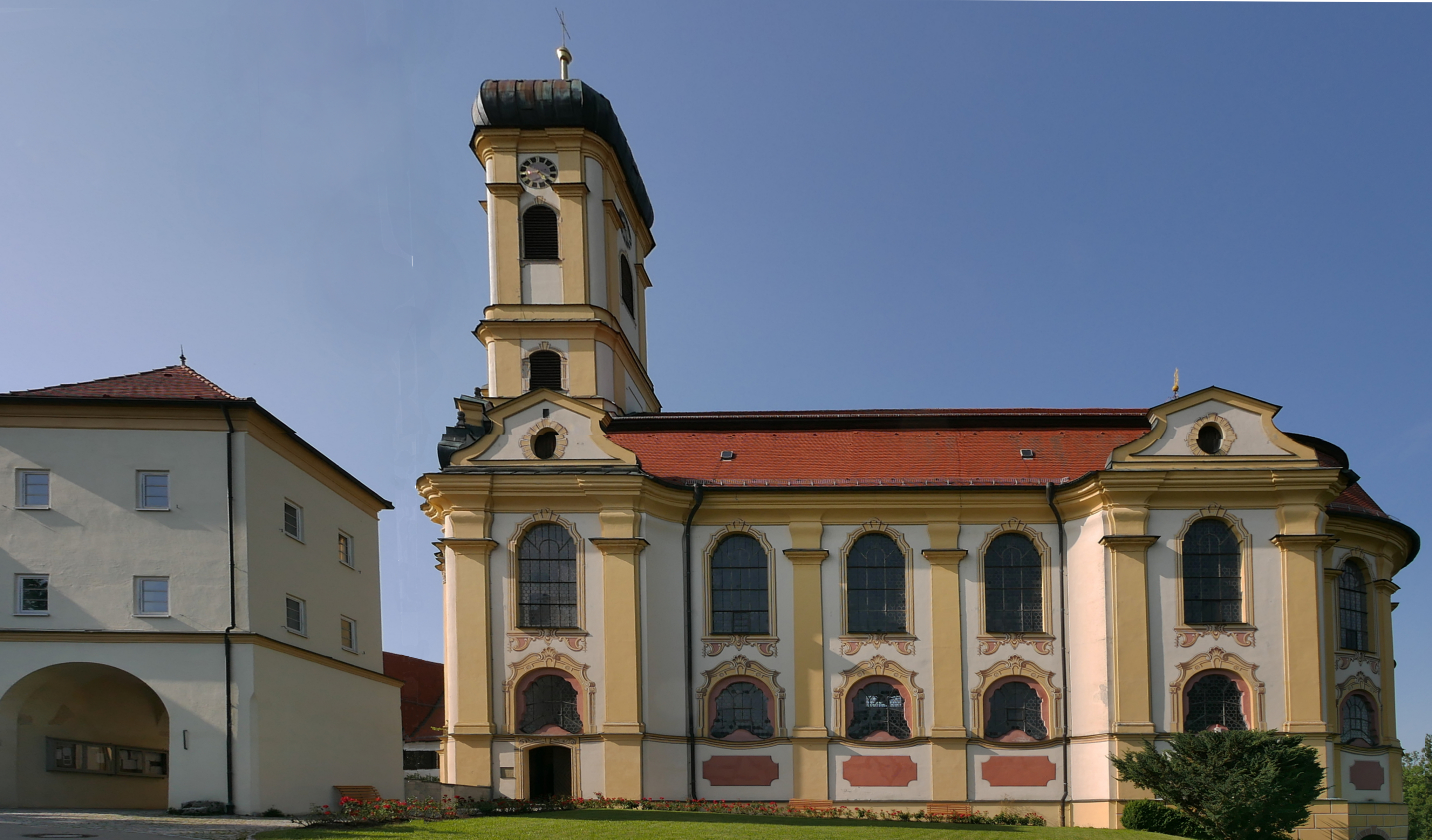
Wallfahrtskirche Maria Steinbach (Zur schmerzhaften Muttergottes)

Die Wallfahrtskirche Maria Steinbach ist eine Wallfahrtskirche in Maria Steinbach, einem Ortsteil des Marktes Legau im Landkreis Unterallgäu. Wallfahrtskirche und Ortschaft gehörten bis zur Säkularisation zum geistlichen Territorium der ehemaligen Reichsabtei der Prämonstratenser in Rot an der Rot. Das heutige Gotteshaus wurde ab 1749 erbaut unter dem Roter Abt Ignatius Vetter und der Bauleitung von Benedikt Stadelhofer, dem Liebhaberarchitekten und späteren Roter Abt, und 1755 eingeweiht. Im Jahre 1734 wurde schon die Vorgängerkirche zur Wallfahrtskirche erhoben. Die Wallfahrtskirche ist eine eigenständige Pfarrkirche in der Pfarreiengemeinschaft Legau-Illerwinkel des Dekanats Memmingen im Bistum Augsburg.

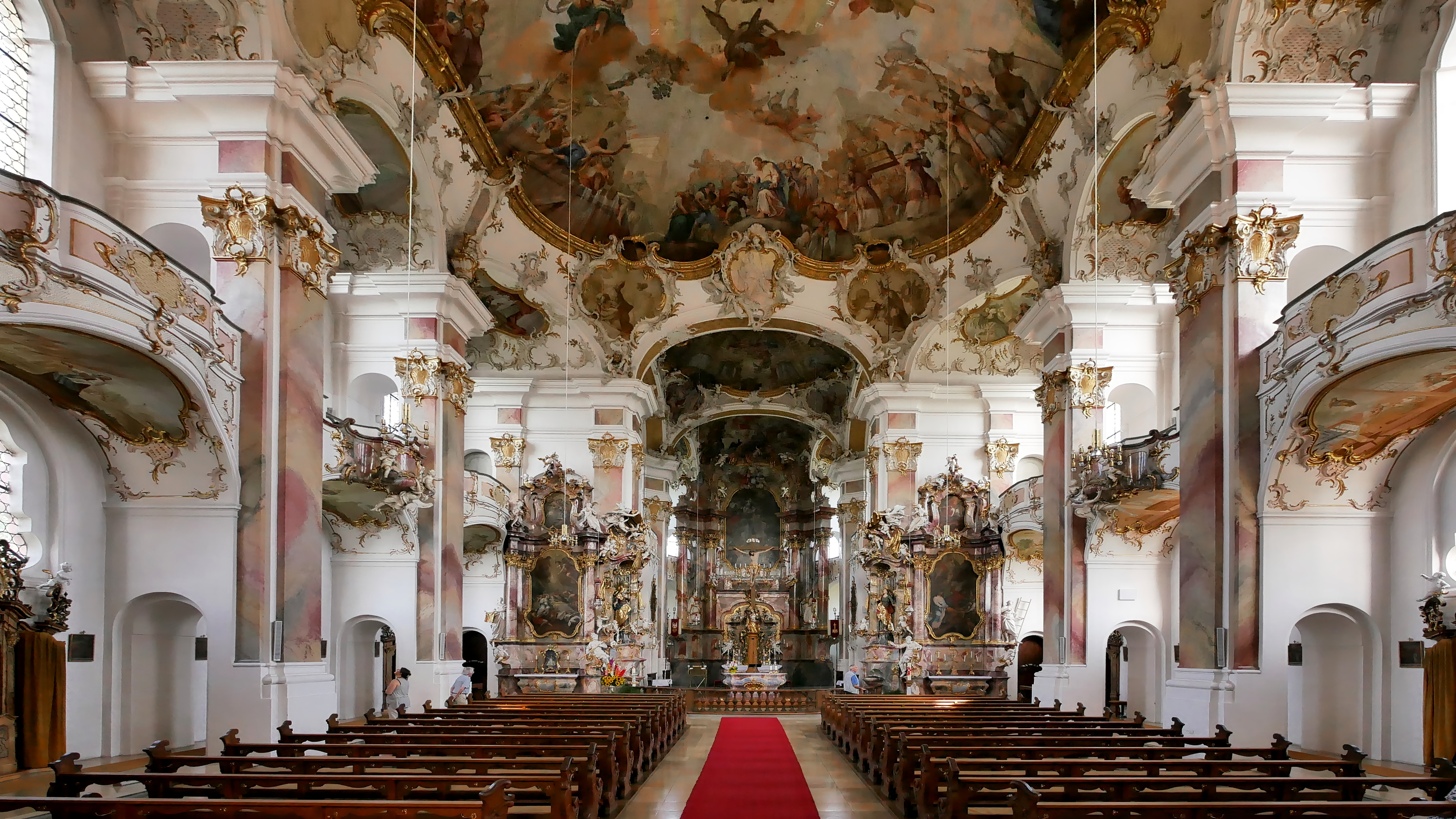
Innenraum Richtung Altar

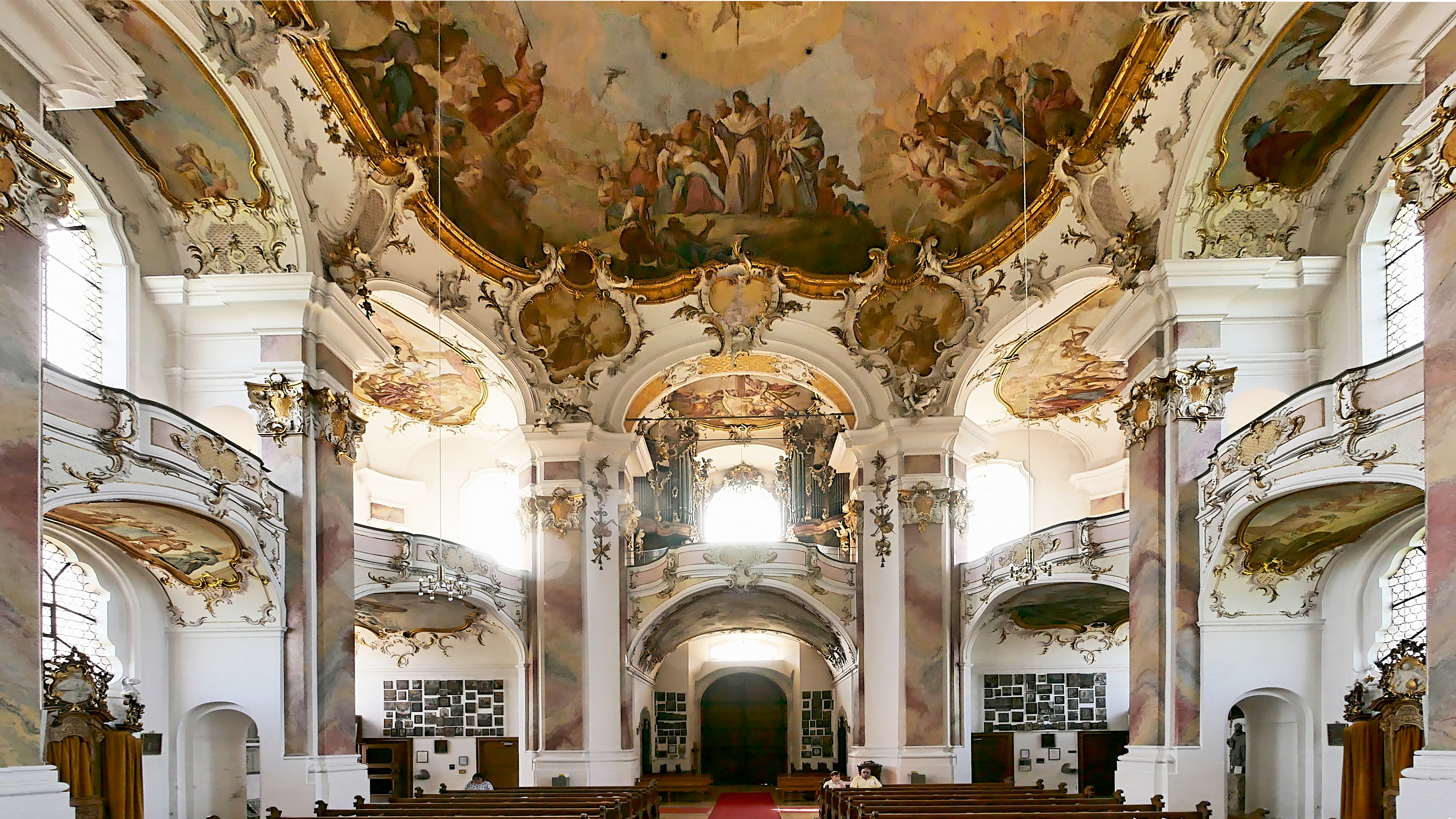
Innenraum Richtung Orgel

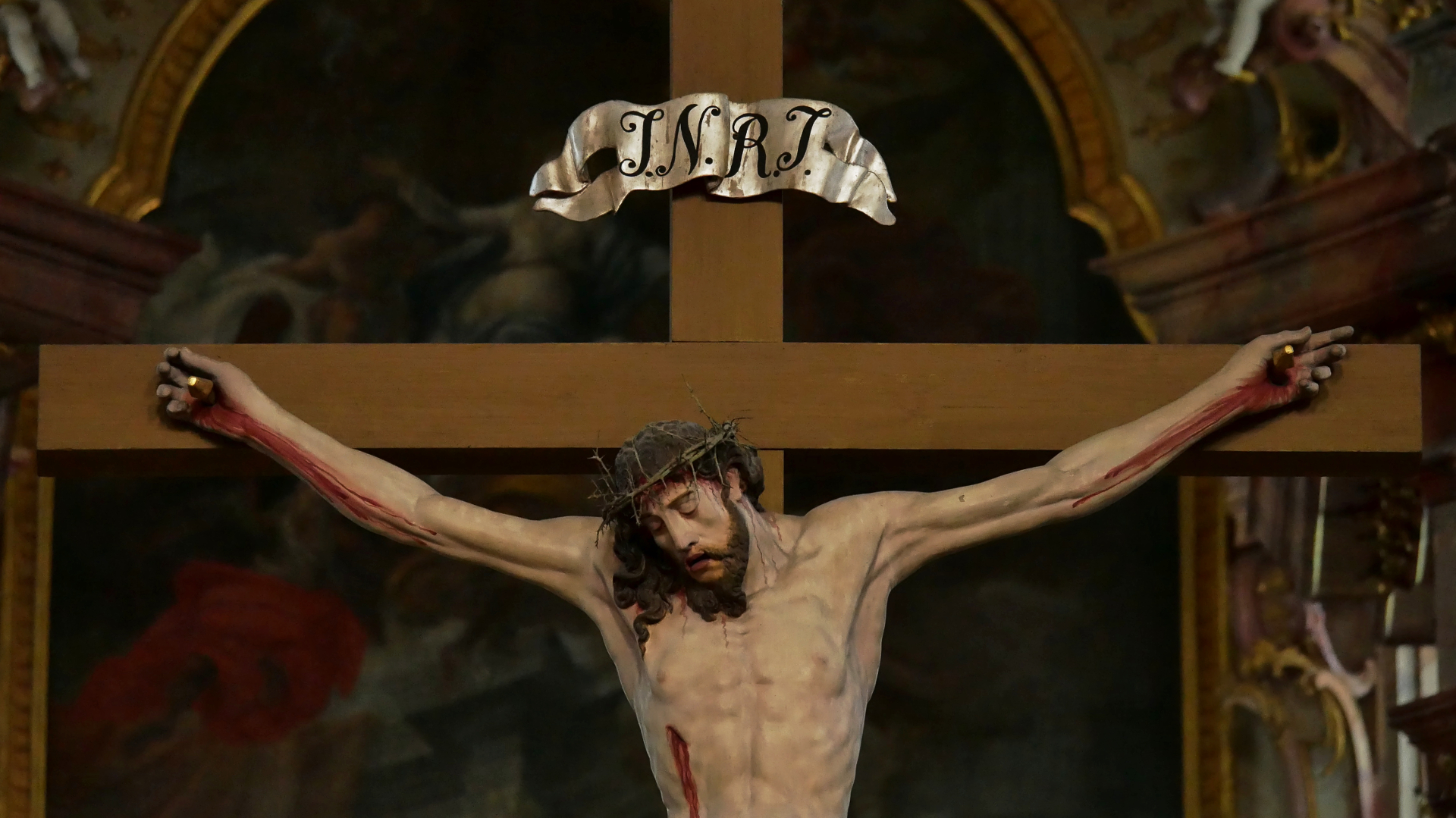
Kreuz vor dem Hochchor

## Vorgeschichte

### Romanischer Bau
Urkundlich fassbar wird eine erste Steinbacher Kirche im Jahr 1181, als Ritter Berthold von Laupheim, Dienstmann des Grafen von Kirchberg, Güter mit der 55 Jahre zuvor gegründeten Prämonstratenserabtei Rot an der Rot tauschte. Unter seinen Besitzungen wird ein Steinbacher Gotteshaus erwähnt, das mit diesem Tausch zur Filialkirche von Rot wurde. Es gibt keine weiteren Quellen, die Näheres über diese romanische Kirche berichten. Man vermutet, dass sie – wie der Nachfolgebau – dem hl. Ulrich geweiht war und wohl an derselben Stelle stand wie die beiden späteren Bauten.

### Spätgotischer Bau

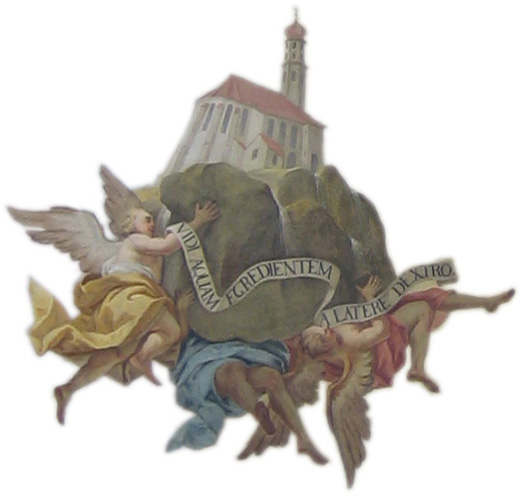
Modell des spätgotischen Vorgängerbaus im Langhausfresko

Unter Abt Konrad Ehrmann (1501–1520) wurde 1510 der Grundstein für einen spätgotischen Neubau gelegt, der 1519 vollendet und vom Konstanzer Weihbischof Melchior Fattlin (1518–48) benediziert wurde. Aus der Weiheurkunde vom 14. September 1519 geht hervor, dass die gotische Kirche St. Ulrich und Verena konsekriert war und zwei Seitenaltäre außerhalb des Chores besaß. Der rechte Seitenaltar wurde zu Ehren der Hl. Dreifaltigkeit, der Muttergottes, des Hl. Kreuzes und der hll. Jakobus d. Ä., Christophorus, Margaretha und des Bekenners und Märtyrers Antonius aufgestellt, der linke zu Ehren der hll. Ulrich, Mauritius und seiner Genossen, der Vierzehn Nothelfer, der hll. Apollonia, Dorothea und Barbara. Über die Gestaltung der drei Altäre ist nichts bekannt.
Anhand freigelegter Grundrissmauern konnte man das Aussehen des Baus rekonstruieren. Es handelte sich um eine einschiffige Kirche mit dreijochigem Langhaus (12,94 m lichte Länge, 8,40 m lichte Breite) und eingezogenem Chor mit einem Joch und 3/8-Abschluss (6,95 m lichte Länge, 6,48 m lichte Breite).

### Entstehung der Wallfahrt

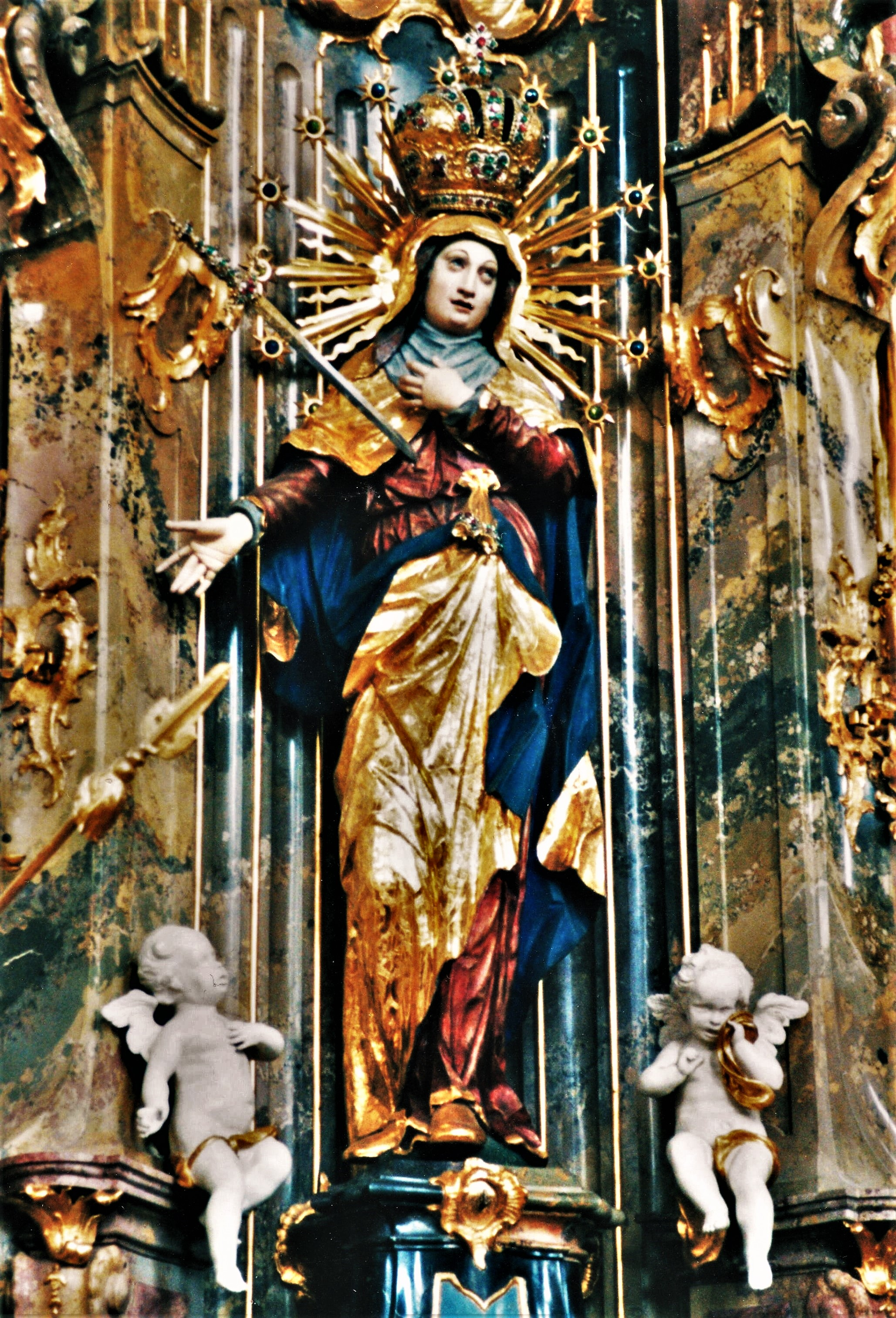
Gnadenbild

Ein angeblich wundertätiges Gnadenbild der schmerzhaften Muttergottes löste einen großen Zustrom von Gläubigen aus, so dass im Jahr 1749 ein Neubau im Stil des Rokoko begonnen wurde. Die Kirche wurde zwar 1755 geweiht, doch bis zur Fertigstellung der Inneneinrichtung vergingen noch zehn Jahre. Auch die neue Kirche ermöglichte sowohl die Wallfahrt zur schmerzhaften Muttergottes als auch die ursprüngliche Wallfahrt zum Heiligen Kreuz. Das Kreuzpartikel war 1723 von Hermann Vogler, dem Abt der Prämonstratenser-Abtei Rot an der Rot der Gemeinde geschenkt worden. An manchen Festtagen (Kreuzauffindung am 3. Mai, Kreuzerhöhung Mariens am 14. September) wird bis heute mit dem Kreuzpartikel, das in einem Reliquiar gefasst ist, das Kreuzwasser gesegnet.
Als die wundersamen Geschehnisse um die Schmerzhafte Muttergottes bekannt wurden, vernahmen Vertreter des Bistums die Zeugen. Diese kamen aus sämtlichen Bevölkerungsschichten und mussten unter Eid aussagen, dass sie wirklich die wundersamen Veränderungen (Augenbewegungen, Tränen) der Statue gesehen hatten. Es wurde alles peinlichst genau aufgeschrieben, da man befürchten musste, dass Bewohner der lutherischen Gebiete um Steinbach die Wallfahrer der Götzenanbetung beschuldigen würden. Auch deswegen wurde in der Ausgestaltung des Kircheninneren immer auch die seit langem bestehende Kreuzwallfahrt mit in das theologische Konzept aufgenommen.

## Spätbarocker Neubau

### Architektur

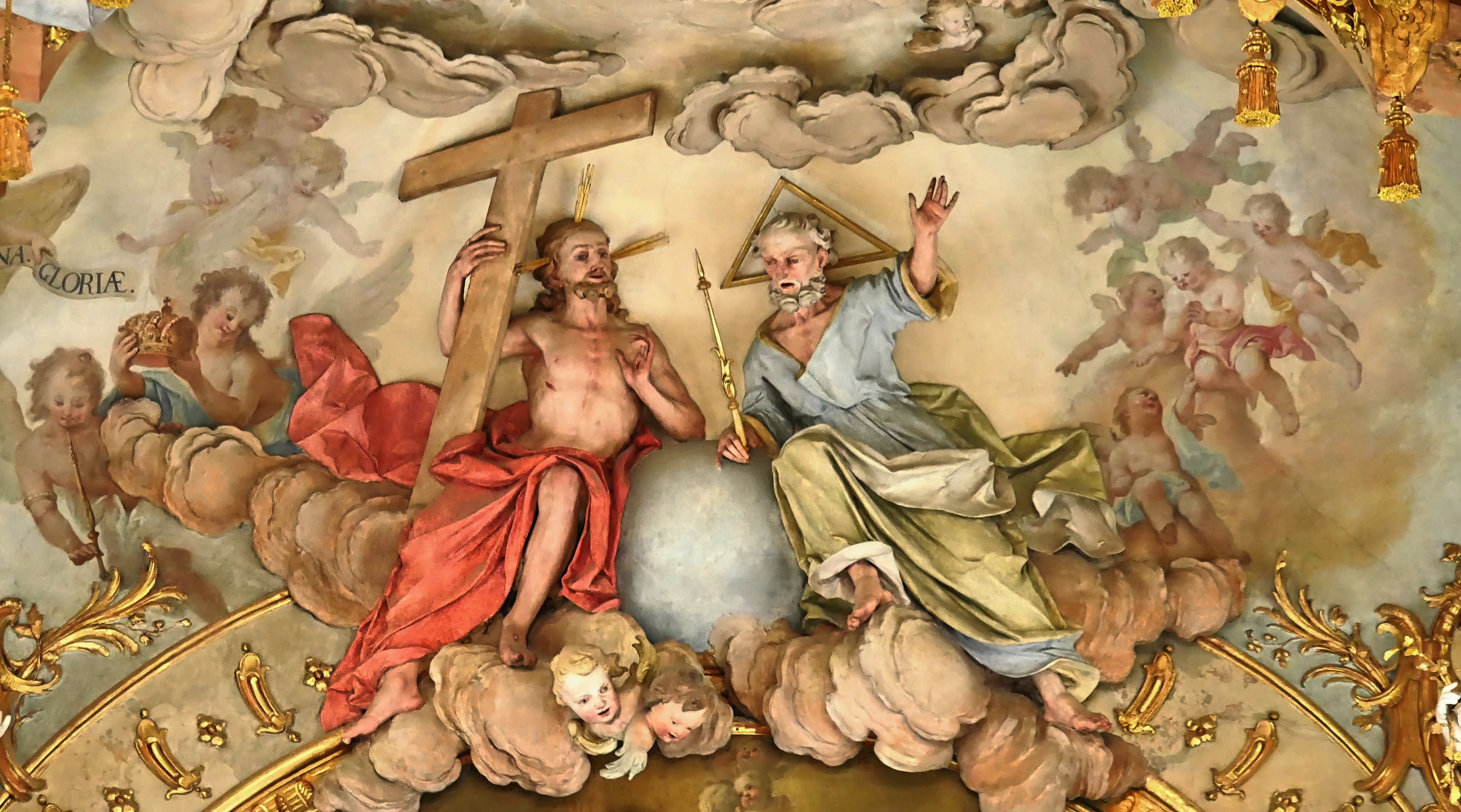
Gottvater und Sohn einer Dreifaltigkeitsdarstellung über dem Hochaltar

Die Kirche ist bereits von weitem zu sehen und fällt besonders durch die reich gegliederte Westfassade auf. Im Inneren sind vor allem die geschwungenen Emporen zu beachten, deren Balkone sich in den Raum wölben. Die Gewölbefresken der Seitenschiffe zeigen Wunder der Steinbacher Maria. Der Wessobrunner Stuckateur Johann Georg Üblhör fertigte den Stuck, die beiden Kanzeln, die Seitenaltäre und zuletzt den Hochaltar. Nachdem er vor der Vollendung des Hochaltares 1763 gestorben war, übernahm Franz Xaver Feuchtmayer der Jüngere diese Arbeit und führte sie zu Ende. Ein bemerkenswertes Detail sind die beiden Engel zu Füßen Mariens im Marienaltar, die Trotz-Engele und Plärr-Engele genannt werden. In einem Nebengebäude wurde ein Wallfahrtsmuseum eingerichtet. Hier werden viele Votivtafeln und Dankesschreiben aus sämtlichen Jahrhunderten der Wallfahrt gezeigt. Unterhalb der Kirche steht ein barockes Brunnenhäuschen mit der Figur des heiligen Ulrich von Augsburg, der nach der Legende diese Quelle zum Sprudeln brachte.
Durch ihre Bauweise auf einem weit sichtbaren Hügel setzt sie einen starken baulichen Akzent an der Grenze zwischen Oberschwaben und Allgäu, die an dieser Hügelkette verläuft. Von Lautrach und Legau führt zu ihr ein Bußweg mit mehreren kleinen Kapellen. Ziele der Wallfahrer sind das Kreuzpartikel und die Statue der Schmerzhaften Muttergottes am linken Seitenaltar.

### Ausstattung
Die Kirche ist im Inneren reich mit Altären, Fresken und Votivtafeln bestückt.

#### Eingangsbereich
Deckenfresko

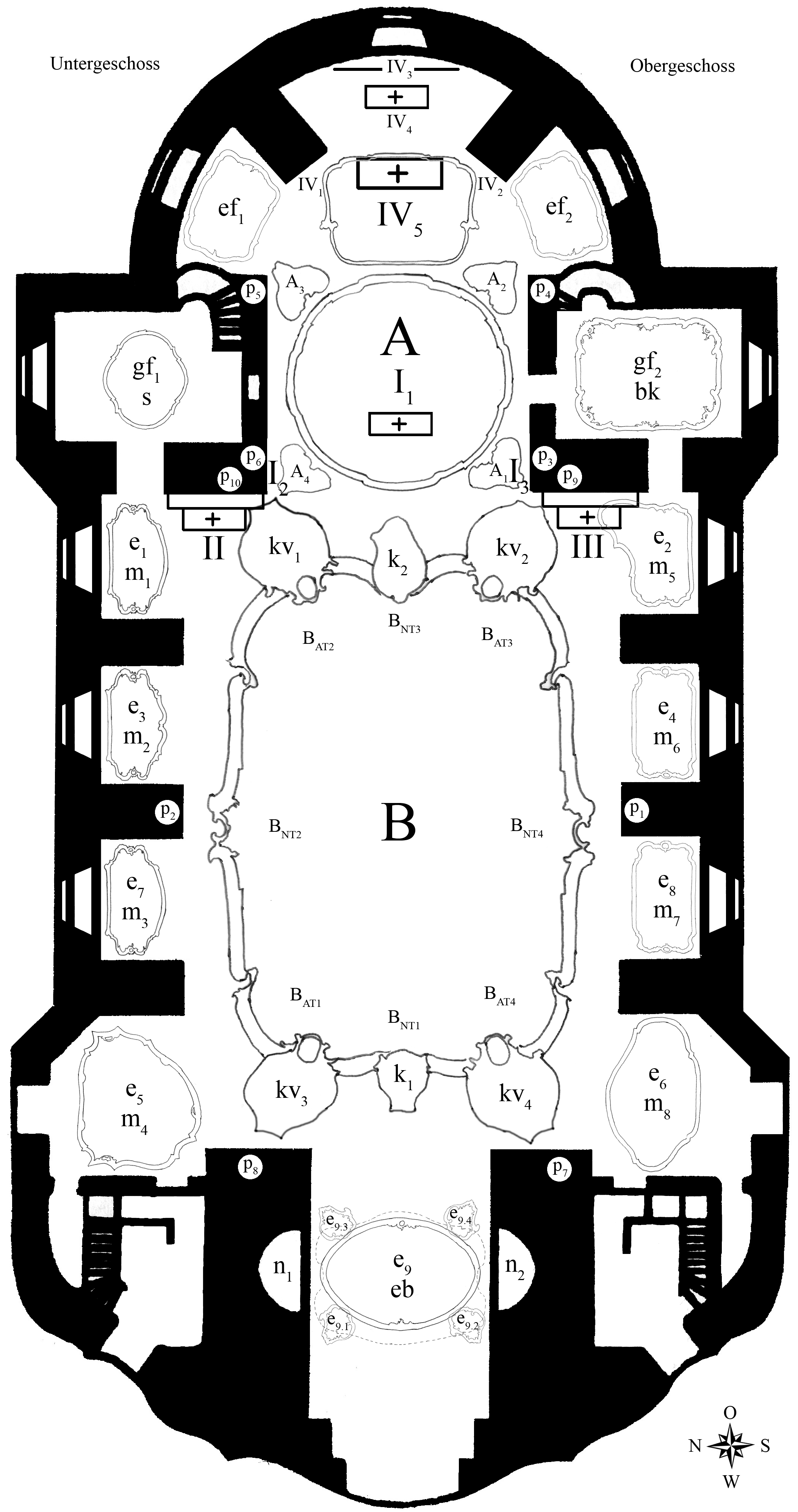
Grundriss mit Freskofeldern und Altaraufstellung

- [eb] Heilungswunder am Teich Betesda und Gnadenbild mit Hilfesuchenden

Nischenfiguren
- [n1] Kerkerheiland
- [n2] Ölbergchristus

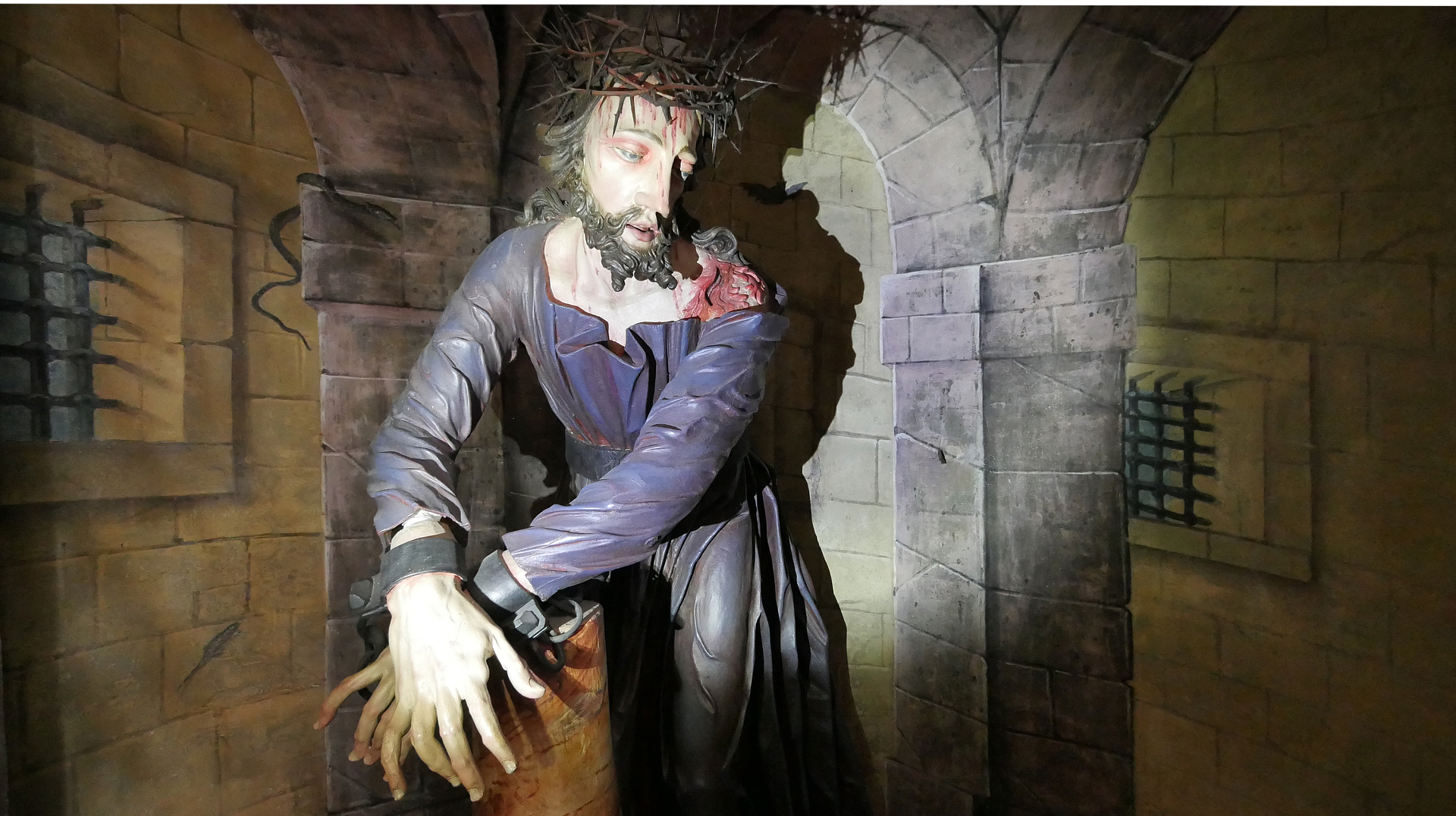
Kerkerheiland
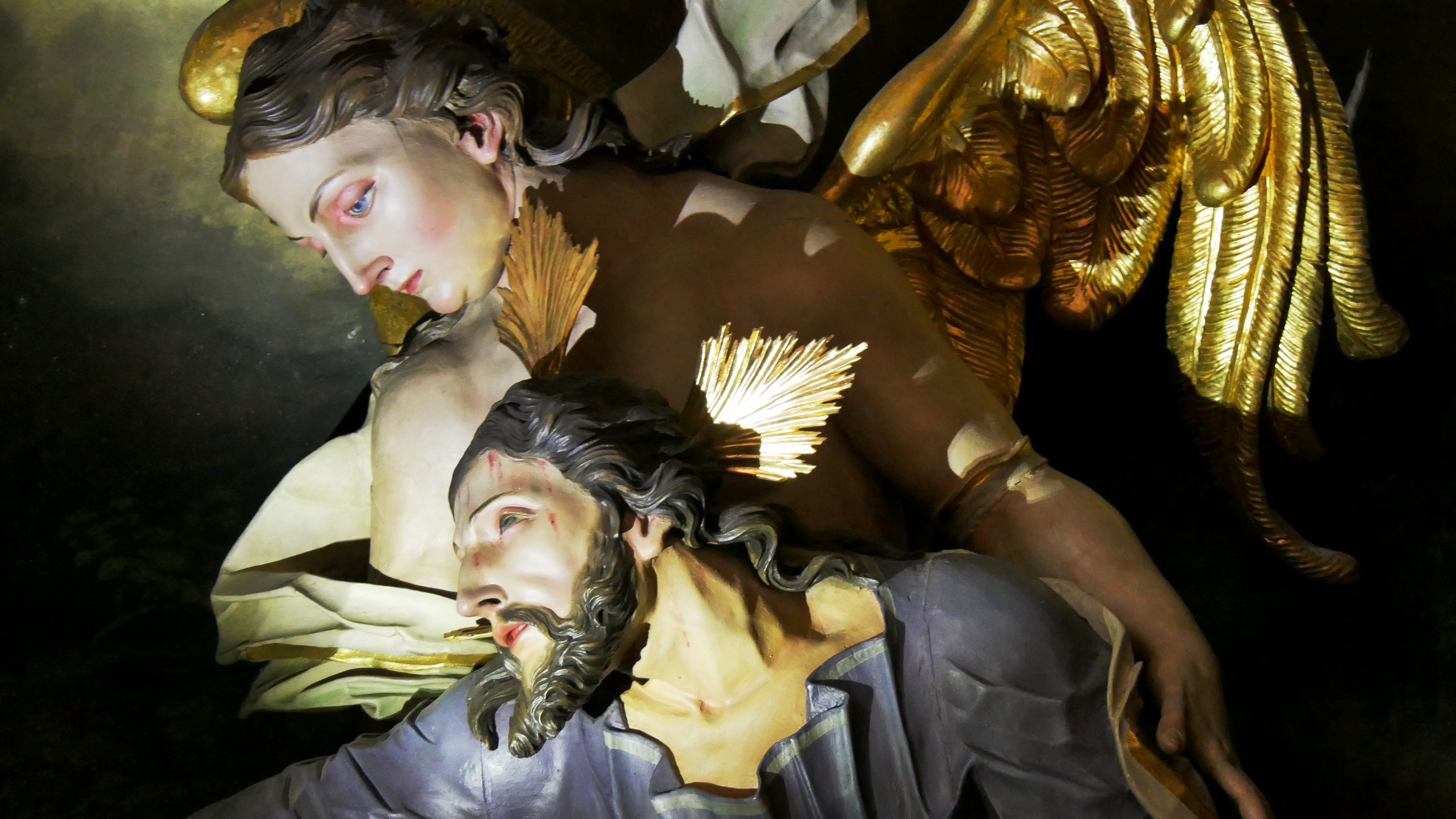
Ölbergchristus

#### Chor
Altäre
- [I] Kreuzaltar
  - [I1] Kruzifix und Maria Magdalena
  - [I2] Schmerzhafte Muttergottes
  - [I3] Johannes der Evangelist
- [II] Annenaltar
- [III] Josefsaltar
- [IV] Hochaltar
  - [IV1] Norbert von Xanten
  - [IV2] Ulrich von Augsburg
  - [IV3] Mariä Himmelfahrt
  - [IV4] Dreifaltigkeit
  - [IV5] Aufnahme Mariens in den Himmel

Emporenfresken
- [ef1] Artaxerxers bietet Ester den Thron an
- [ef2] Begnadigung der fürbittenden Ester

Galeriefresken
- [gf1] Kreuzauffindung
- [gf2] Kreuzerhöhung

Chorscheitelfresko
- [A] Das Kreuz als Zeichen des Sieges und der Versöhnung
  - [A1] Maria als Jungfrau mit gezähmten Einhorn
  - [A2] Maria und Jesus als Bezwinger des Bösen
  - [A3] Verletzung von Gnadenbild und Kruzifix durch Wallfahrtsgegner
  - [A4] Maria als Schutzschild des Glaubens

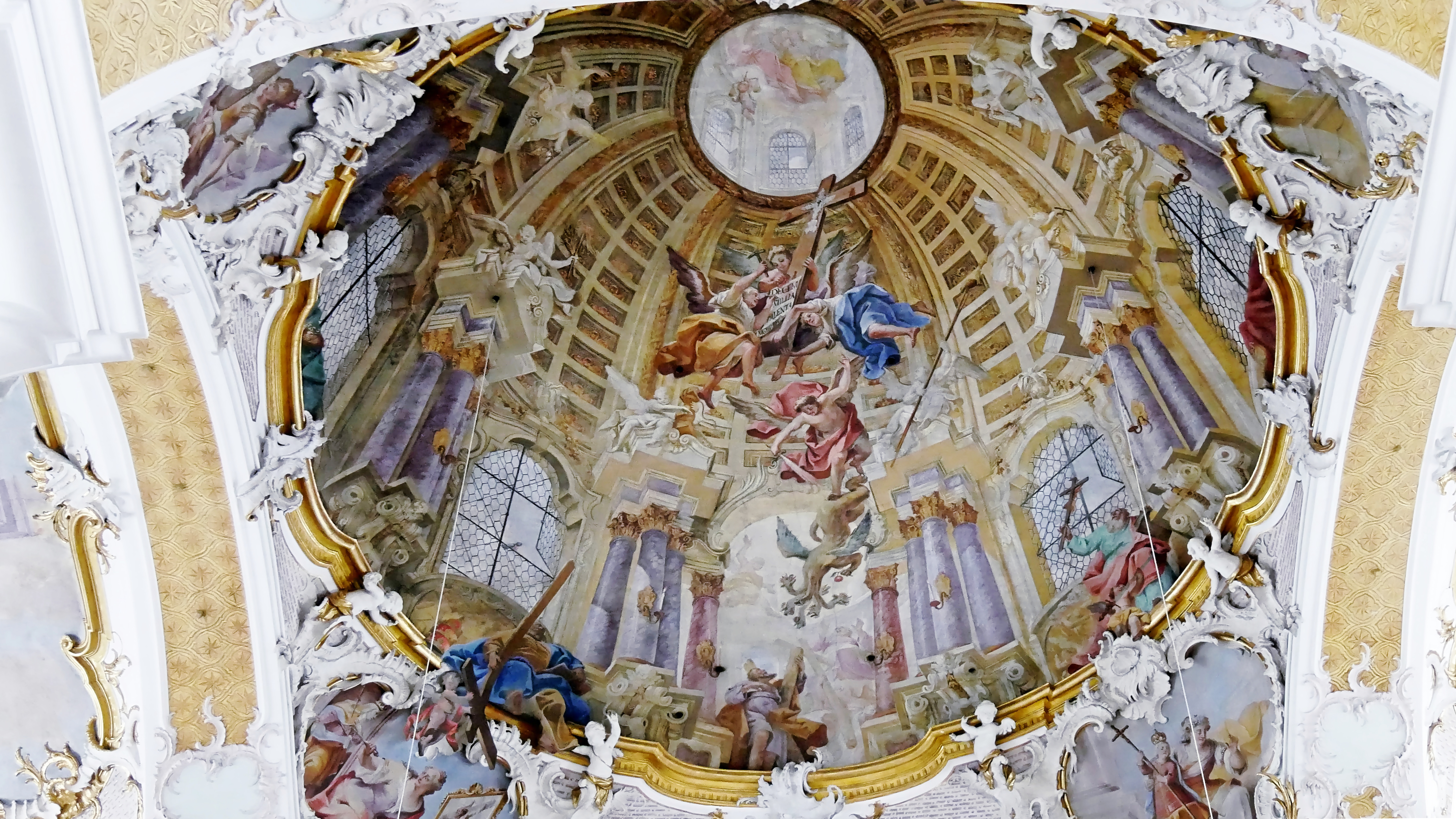
Chorscheitelfresko
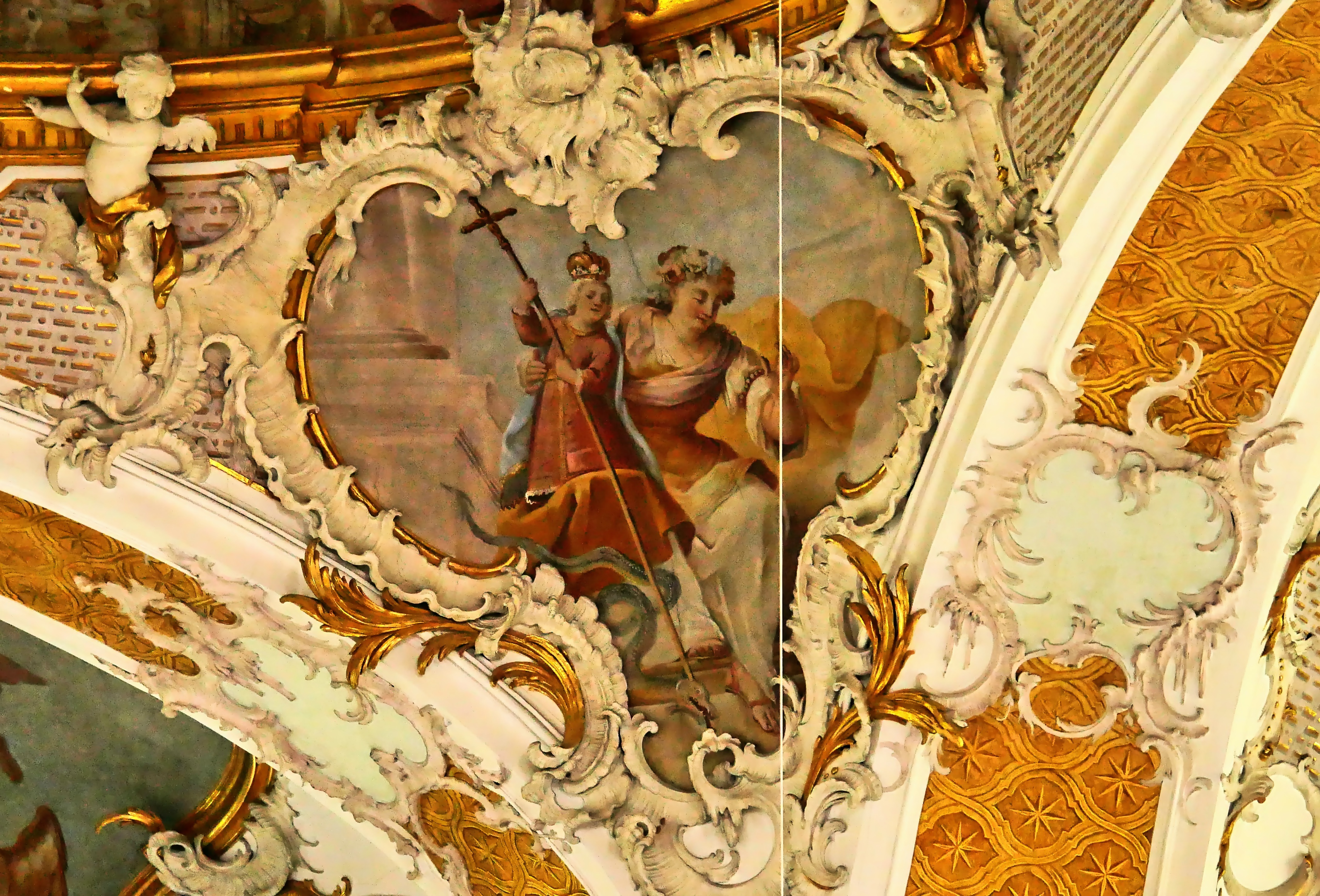
Maria und Jesus als Bezwinger des Bösen
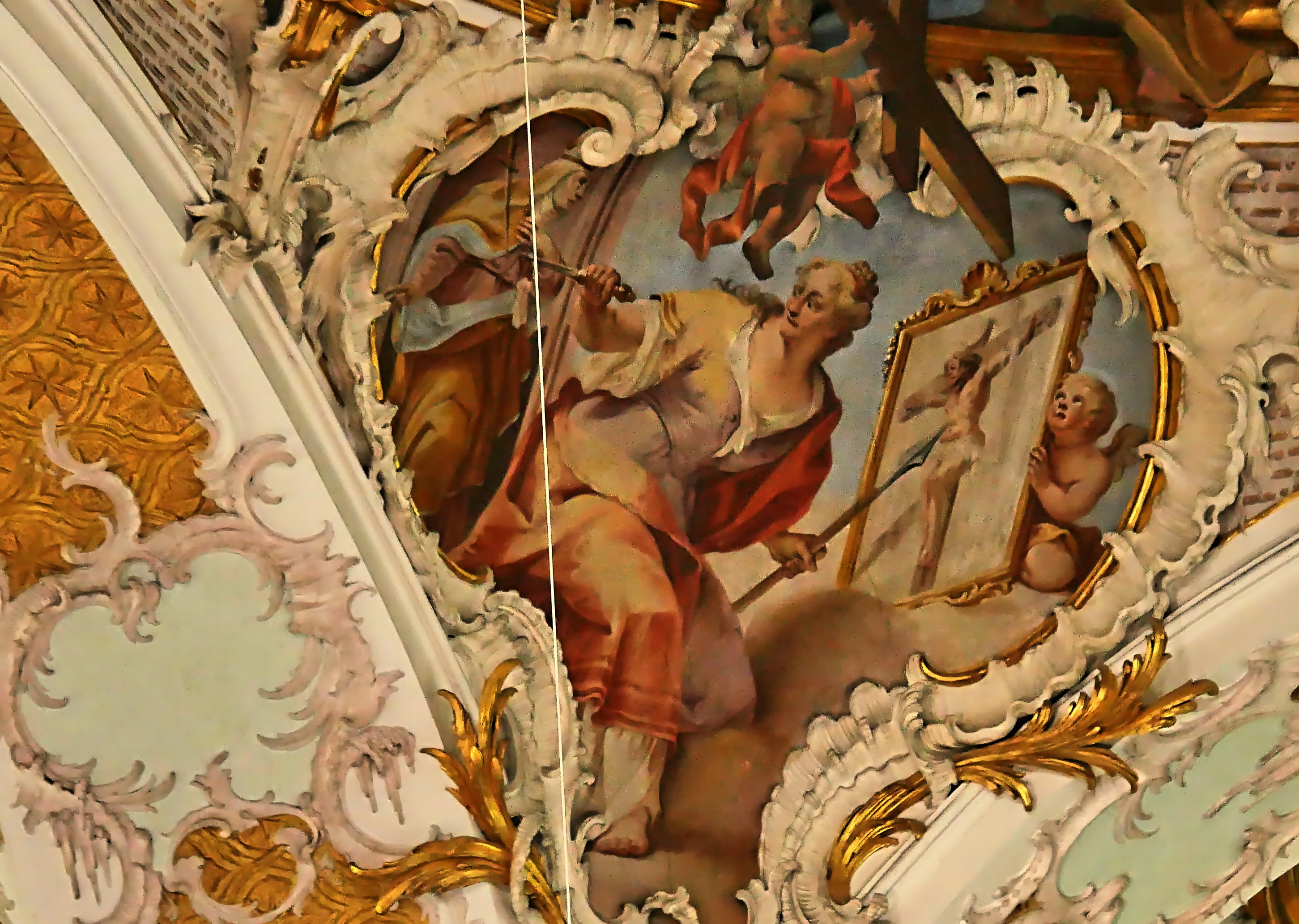
Verletzung von Gnadenbild und Kruzifix durch Wallfahrtsgegner

Deckenbilder in Sakristei und Beichtkammer
- [s] Priesterweihe des hl. Norbert
- [bk] Maria Magdalena als Büßerin

#### Putti auf den Gesimsen
Putti mit Symbolen für die Anrufungen Mariens aus der lauretanischen Litanei
- [p1] „Du Spiegel der Gerechtigkeit“
- [p2] „Du Sitz der Weisheit“
- [p3] „Du geheimnisvolle Rose“
- [p4] „Du Morgenstern“
- [p5] „Du Turm Davids“
- [p6] „Du Goldenes Haus“
- [p7] „Du Königin der Jungfrauen“
- [p8] „Du Königin der Märtyrer“
- [p9] „Du Königin des hl. Rosenkranzes“
- [p10] „Du Königin aller Heiligen“

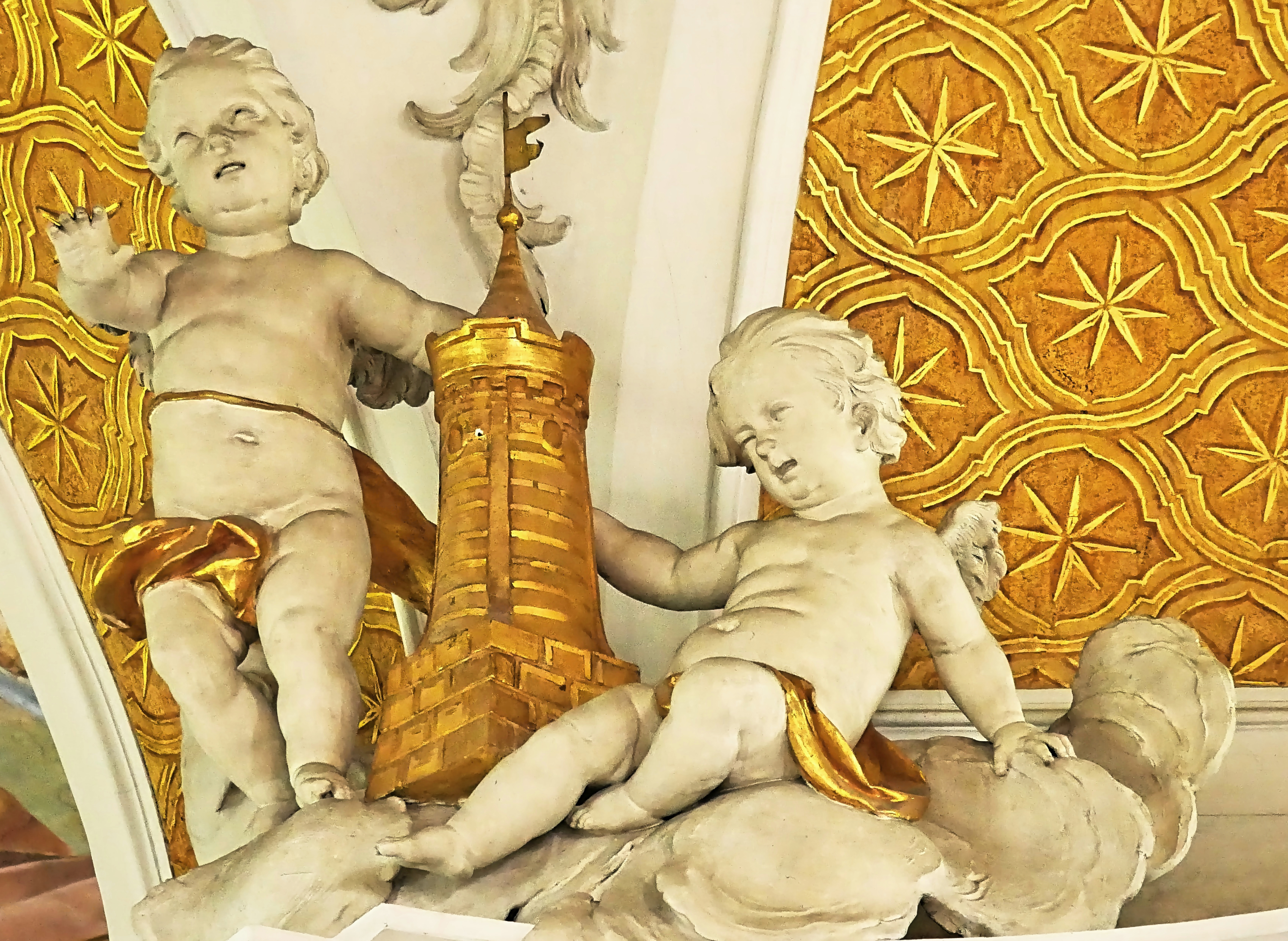
Du Turm Davids
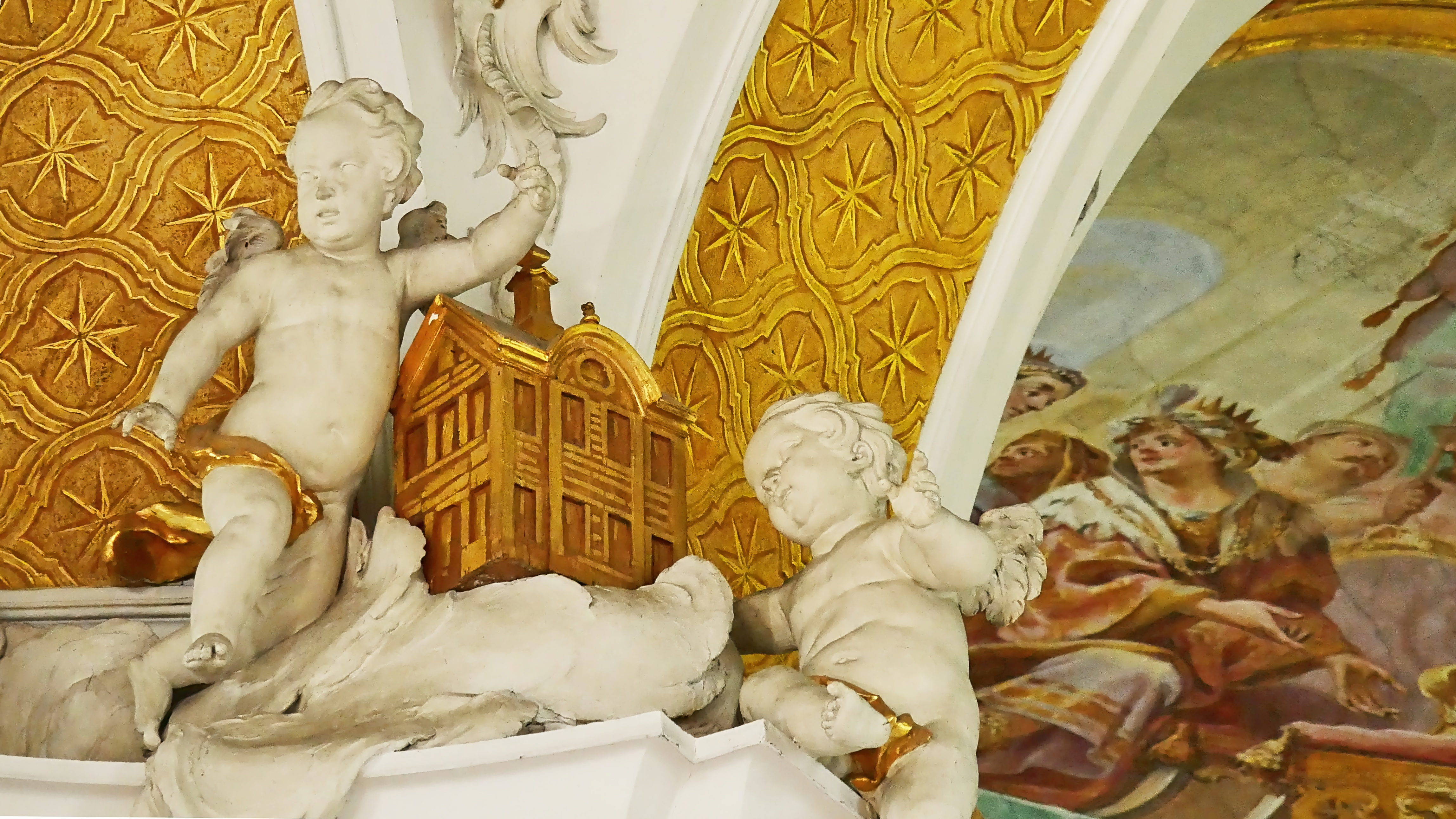
Du goldenes Haus
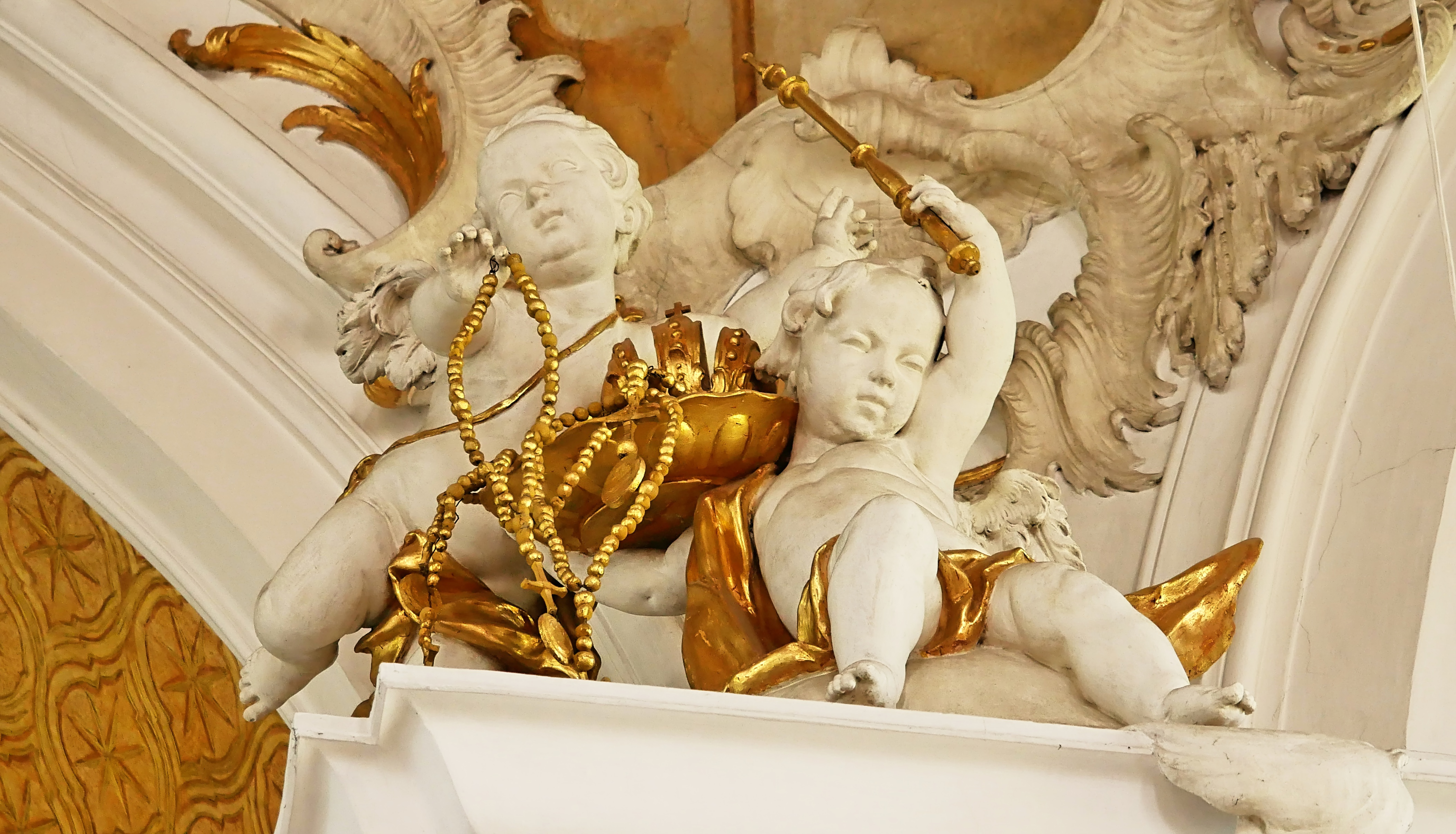
Königin des heiligen Rosenkranzes
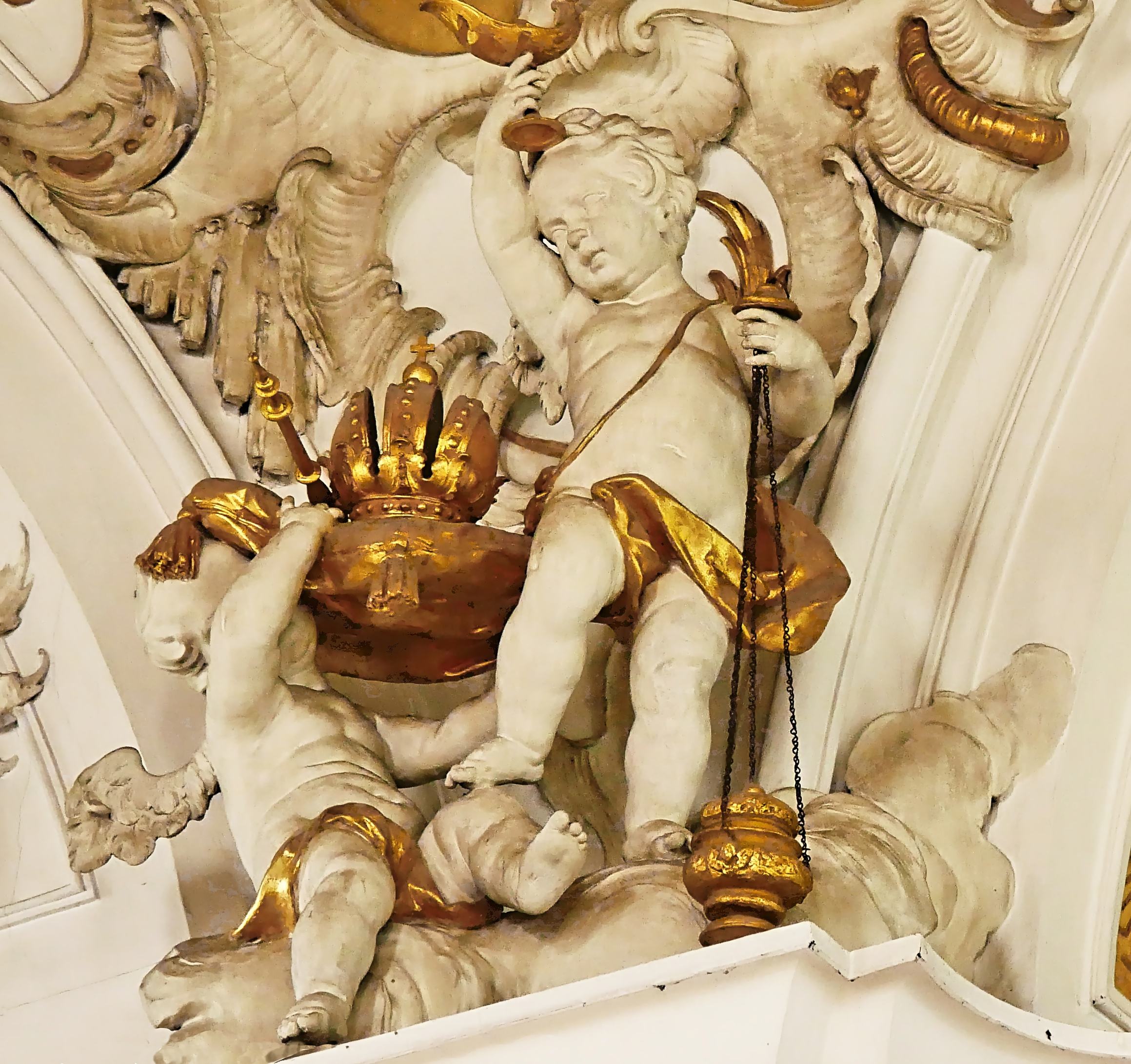
Maria Königin aller Heiligen

#### Langhaus

##### Mirakel- oder Votivbilder

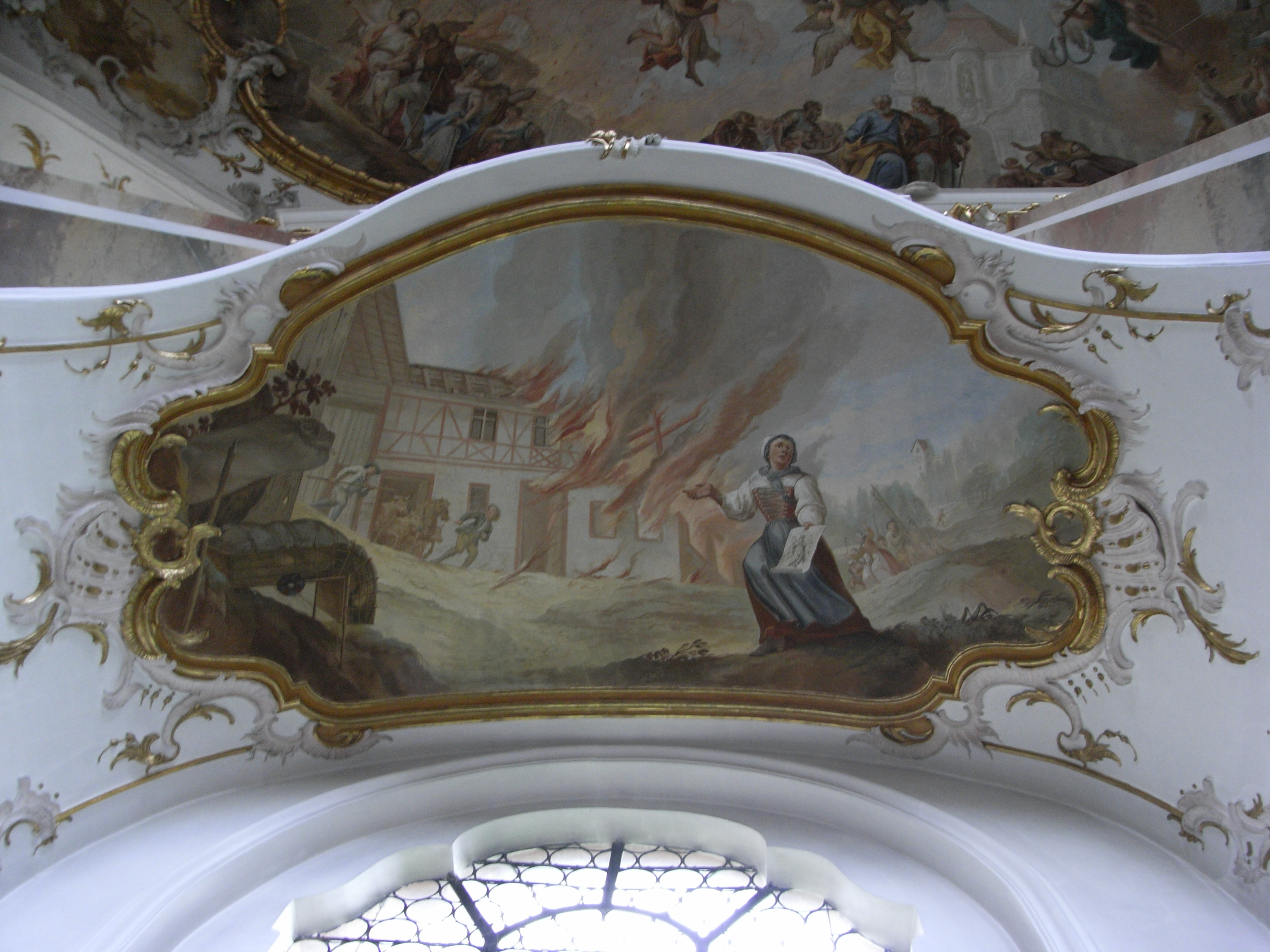
Brand bei Martin Löchle

Auf die Gewölbedecken unter den Seitenemporen von Maria Steinbach, wo sich auch die Beichtstühle befinden, ließ der kirchliche Auftraggeber von Franz Georg Hermann acht Mirakelbilder malen. Sie beschreiben typische Vorkommnisse aus dem damaligen Leben der Pilger und Gläubigen. Sechs Darstellungen sind aus dem Mirakelbuch von 1738 entnommen, die restlichen aus dem Buch von 1746. Drei Mirakelbücher wurden von der Bischöflichen Kommission überprüft. Bei der Untersuchung wurden Zeugen vernommen, von denen einige auch vereidigt wurden. Der Druck dieser Bücher konnte nur mit bischöflicher Approbation erfolgen. Somit sind diese wunderbarlichen Begebenheiten von der Kirche anerkannt. In dem theologischen Konzept der Bilder wird oft ein biblischer Bezug hergestellt. Über dem Buben, der in die Argen fällt, ist die Sintflut abgebildet. Beim Brand des Bauernanwesens der Familie Löchle erinnert man sich an das Wüten der Feuer von Sodom und Gomorrha. Die Themen der Bilder behandeln die häufigsten Unfälle und Vorkommnisse. Die detailreichen Fresken zeigen, dass der Maler mit dem bäuerlichen Leben der Gläubigen in der Region vertraut war.

###### Katharina Neuberin Goren [m1]

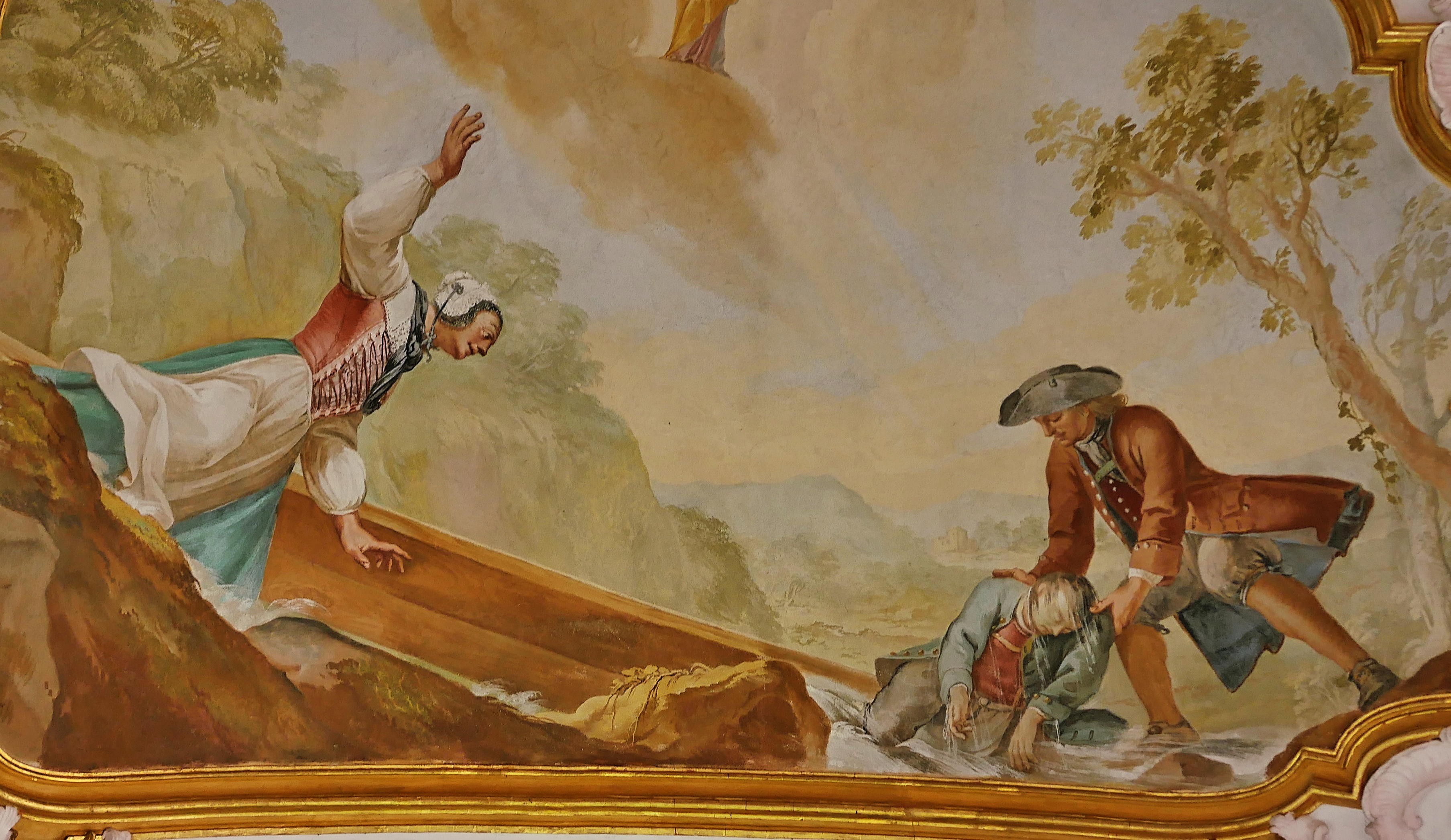

1734 geht die Mutter mit ihrem Sohn Josef Bernhard über die Argen. Der Knabe stürzt ins Wasser und wird von den Fluten hinweggerissen. Nach einem Wallfahrtversprechen wird das Kind am Flussufer angeschwemmt, gefunden und wieder zum Leben erweckt.

###### Johannes Häring Meschensee [m2]

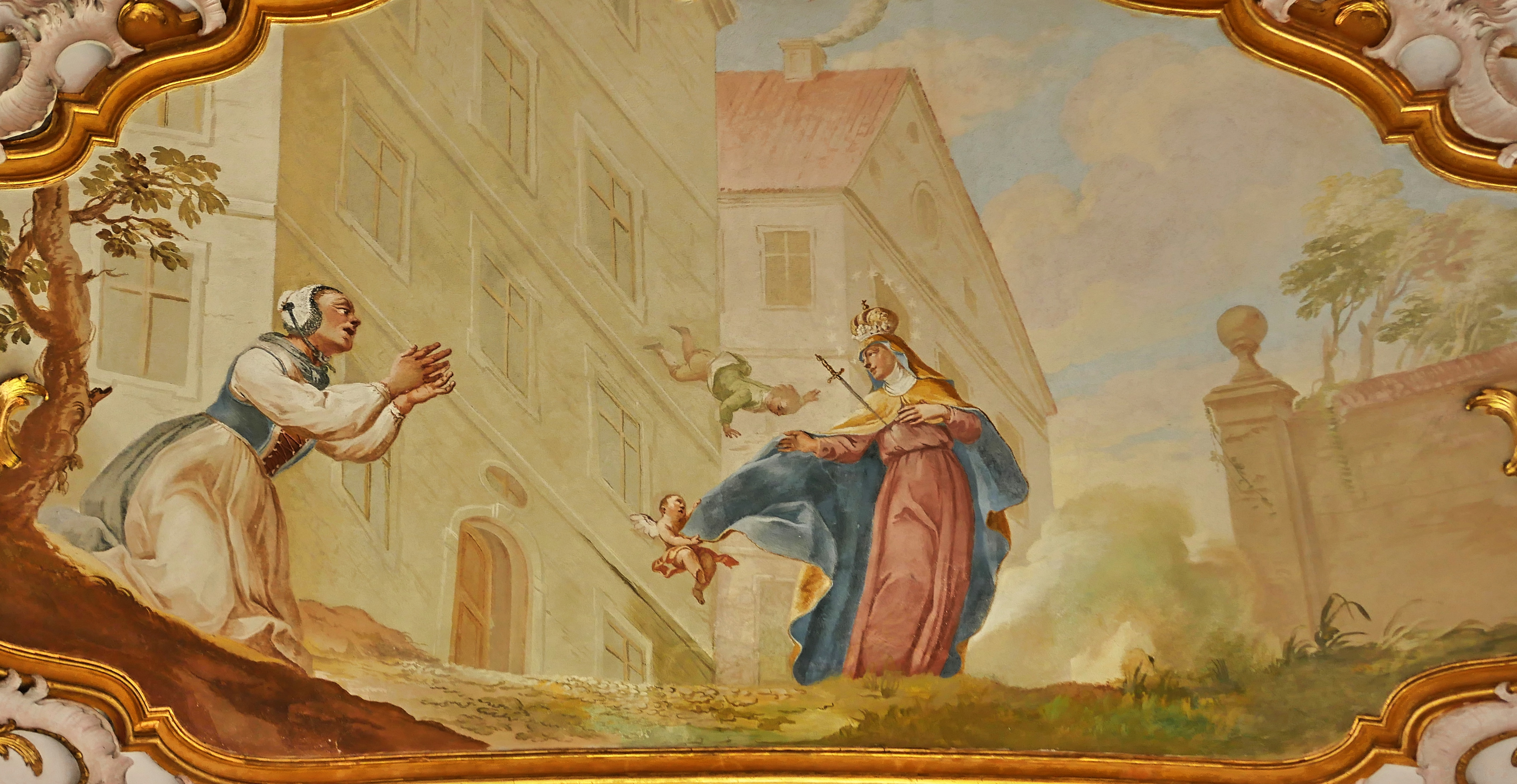

Sohn Josef fällt 1731 vom Fenster auf die Straße in Meschensee bei Neutrauchburg. Schon während des Falles macht die Mutter ein Wallfahrtsgelübde. Als sie unten auf der Straße ihren Sohn sucht, kommt er ihr gesund entgegengelaufen.

###### Martin Löchle Knaußen [m3]

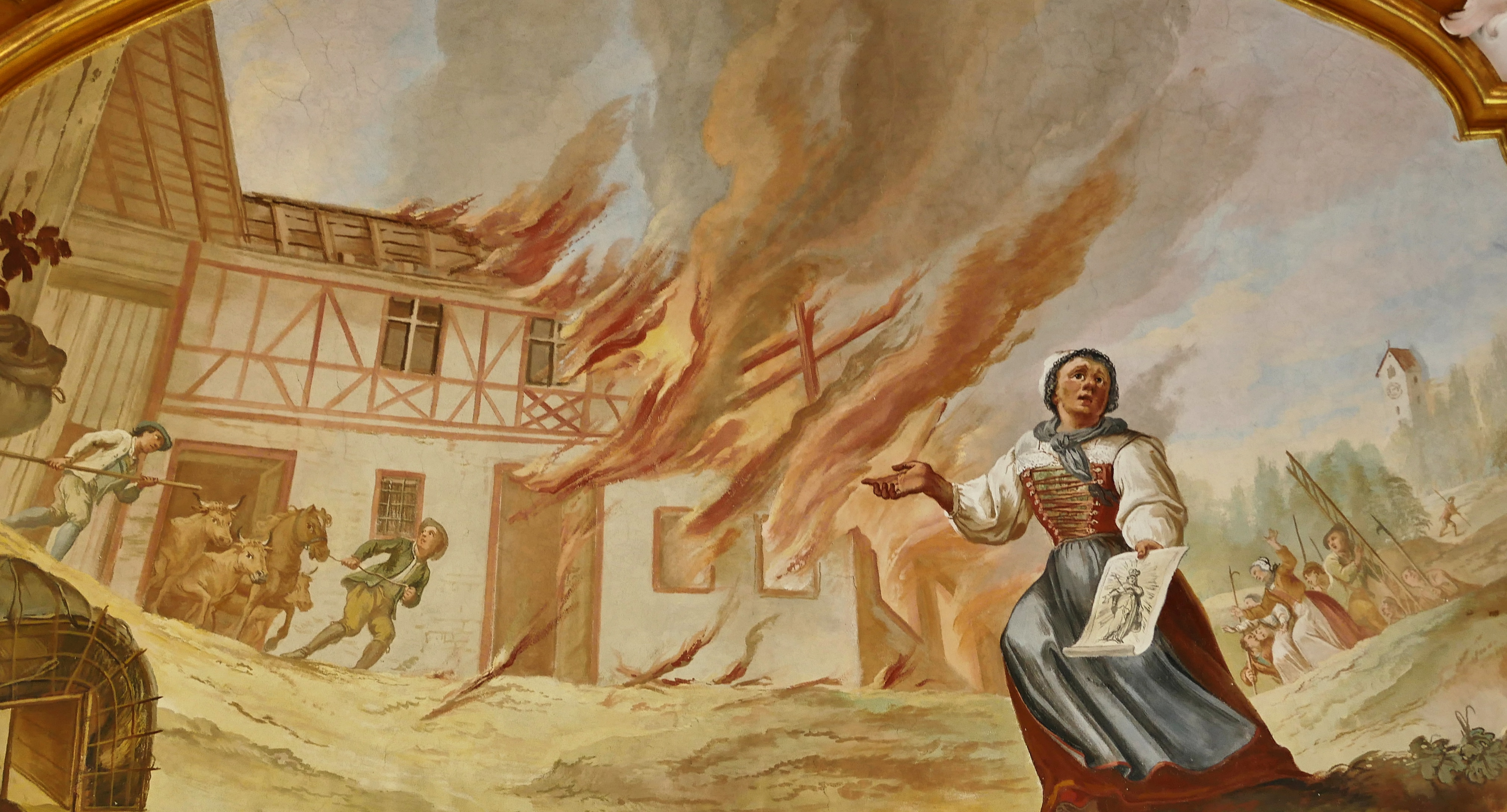

Lichterloh brennt der Bauernhof der Familie Löchle, die zu dieser Zeit in der Kirche ist. Zwei zufällig daherkommende Tagelöhner können noch Vieh und Rösser retten. Die Bäuerin weiht beim Ertönen der Feuerglocke die Haustiere der Steinbacher Muttergottes, und so werden auch sie gerettet. Ein Gnadenbild in einer brennenden Truhe wird von den Flammen verschont.

###### Johannes Schaas Schweinhausen [m4]

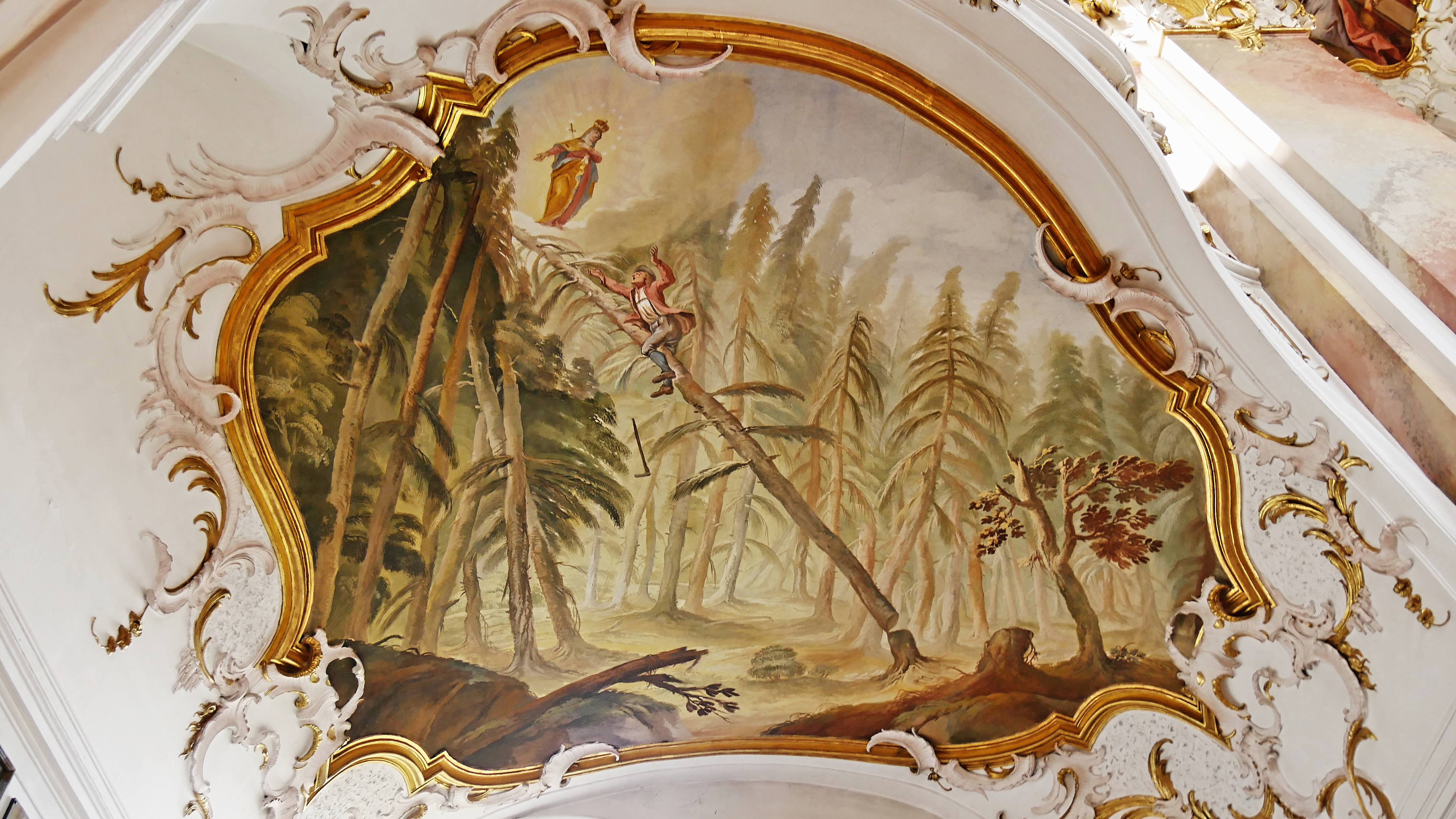

Johannes Schaas will 1743 eine hohe Tanne fällen. Der Gipfel verkeilt sich, wie so oft, mit einer anderen Tanne. Schaas klettert hinauf, um sie freizumachen. Auf einer Höhe von acht Klaftern beginnt die Tanne zu sinken. In seiner Not verspricht er eine Wallfahrt nach Steinbach und wird auf wundersame Art gerettet.

###### Josef Ländle Oberbinnwang [m5]

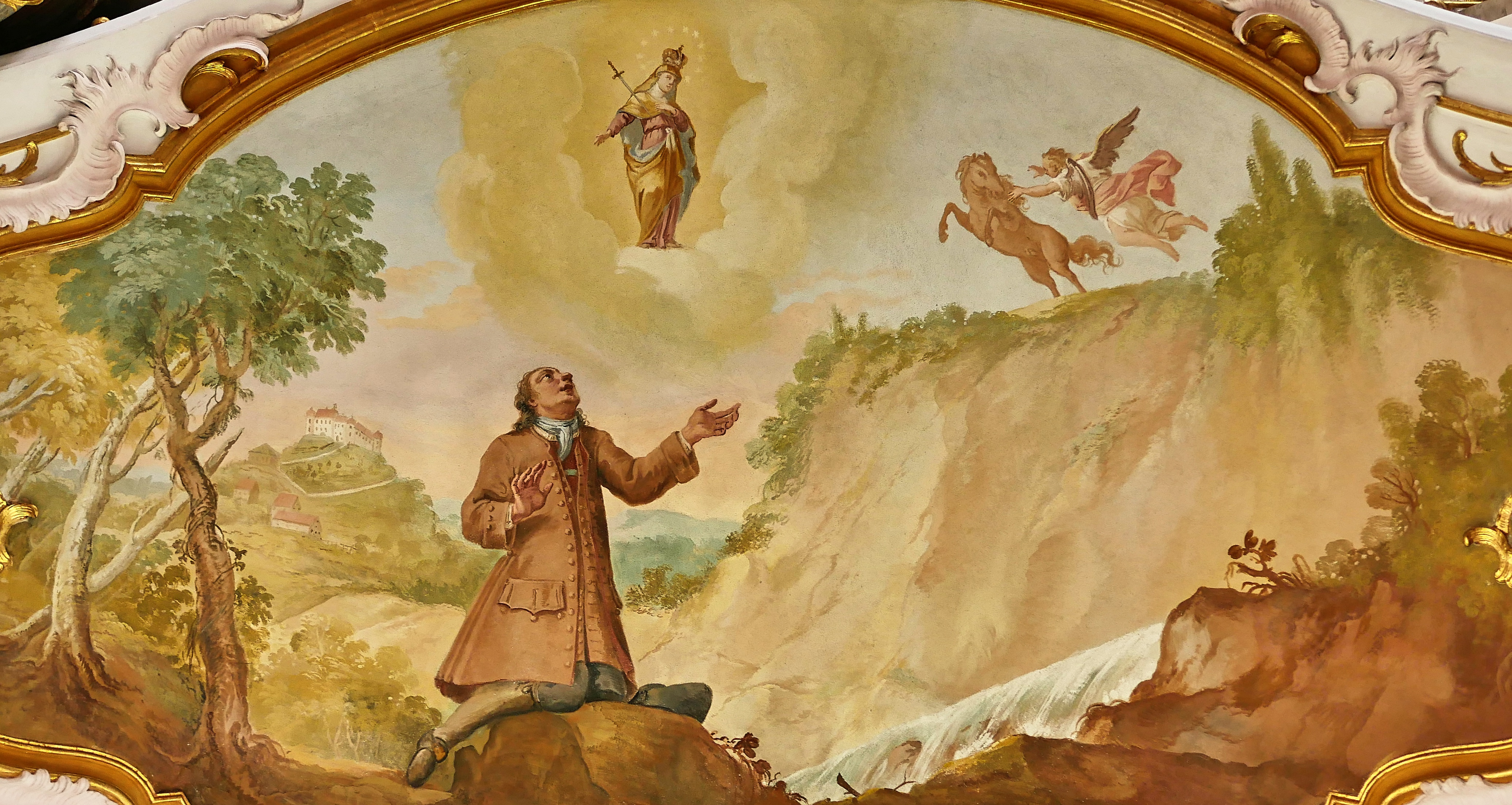

1731 reitet der Oberbinnwanger Josef Ländle nahe dem Hochufer der Iller. Beinahe wirft ihn seine blinde rossende Stute ab, was einen tödlichen Sturz bedeuten würde. Ländle verspricht im Augenblick der Gefahr eine Wallfahrt zur schmerzhaften Muttergottes. Auf dem Bild sieht man Maria über der Iller und einen Engel, der das Pferd augenblicklich zur Ruhe bringt.

###### Franz Obersteg Illerrieden [m6]

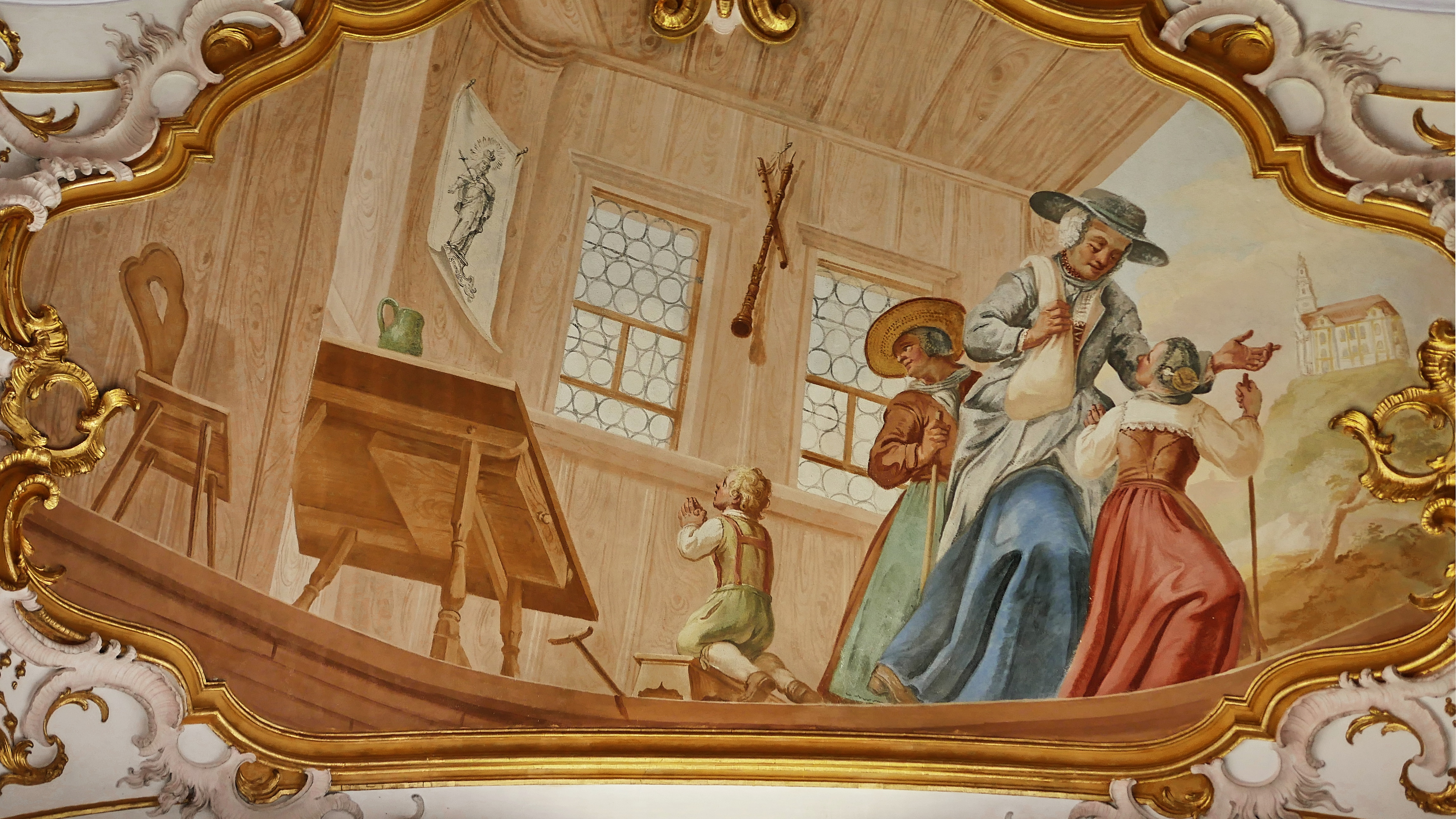

1732 kniet ein verzweifelter Vater aus Illerrieden, dessen Kind nicht das Laufen lernen wollte, mit dem dreijährigen elenden und krüppelhaften Sohn vor dem Bildnis der Madonna und fleht, wie uns aus dem Mirakelbuch überliefert wird: „Liebs unser Fräule von Steinbach hilf dem Hänsele lernen laufen!“ Die Mutter des Hänsele macht einen Wallfahrtsgang nach Steinbach, und auf dem Heimweg kommt ihr das Kind aus eigener Kraft entgegen.

###### Katharina Röthin Grünkraut [m7]

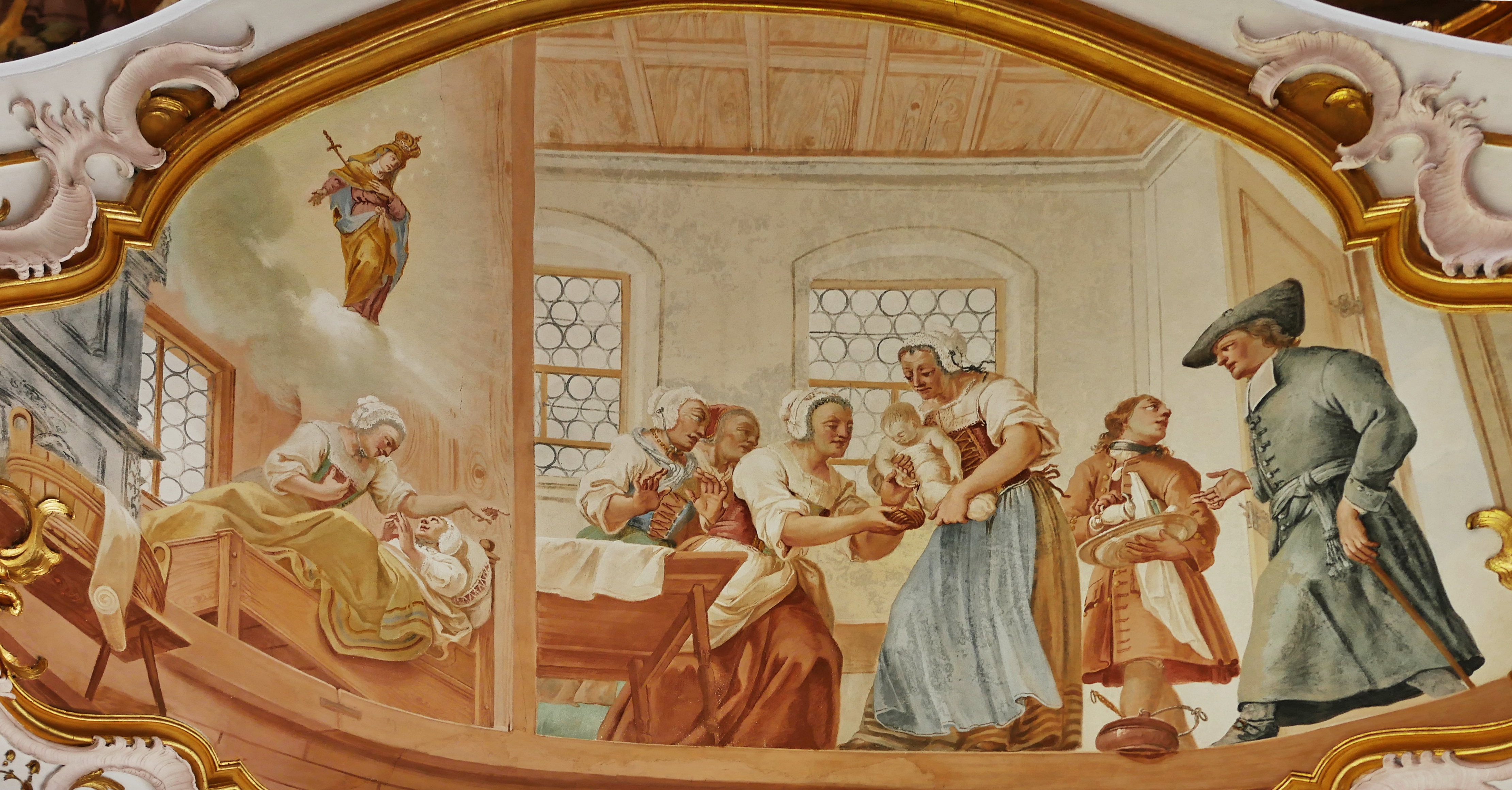

Das Fresko stellt die Wohnstube einer gutbürgerlichen Familie in Grünkraut im Allgäu im Jahre 1734 dar. Das Kind, getragen von der Magd und gewickelt in Windeln, zeigt schon seit fünf Stunden kein Lebenszeichen mehr. Ein Arzt eilt herbei und empfiehlt, das Kind mit Wachslicht an den Fingern zu brennen, was auch keine Wirkung zeigt. Ein Gelöbnis an die wundersame Steinbacher Madonna bringt die Rettung.

###### M. A. Bruggerin Gollberg [m8]

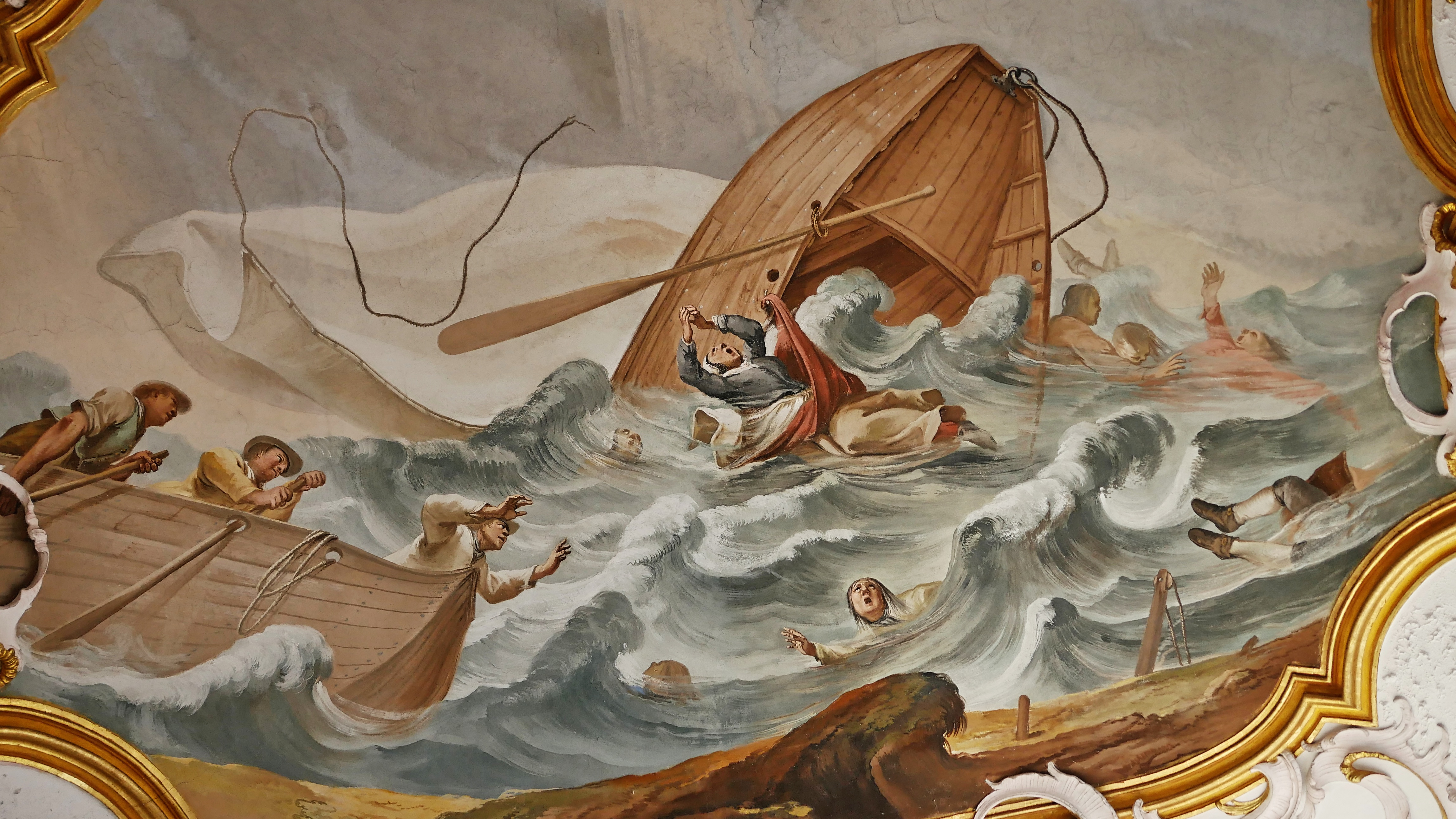

Auf dem Bild ist ein gekentertes Schiff auf dem Bodensee erkennbar. Unter den Schiffbrüchigen in der Mitte des Bildes befindet sich die Bruggerin von Gollberg. Sie schwimmt auf dem Rücken und erhebt ihre Hände zur oben am Himmel erscheinenden Steinbacher Schmerzensmutter als ihrer letzten Hoffnung. Eigentlich sollte ihre Wallfahrt nach Maria Einsiedeln gehen, aber auf dem Bodensee entwickelte sich jäh ein Sturm und das Schiff mit 57 Personen kenterte. Aufgrund des Wallfahrtgelübdes, das sie in ihrer verzweifelten Lage macht, wird sie wundersam gerettet. Zeitpunkt des Geschehens ist die Fastenzeit 1734.
Emporenfresken
- [e1] Weissagung des Simeon und Beschneidung im Tempel
- [e2] Flucht nach Ägypten
- [e3] Suche nach dem zwölfjährigen Jesus
- [e4] Abschied Jesu von seiner Mutter
- [e5] Dornenkrönung
- [e6] Geißelung
- [e7] Kreuztragung
- [e8] Kreuznagelung
- [e9] Kreuzabnahme
  - [e9.1] Laterne, Öllampe, Krummschwert mit Ohr
  - [e9.2] Geißel, Rute, Säule
  - [e9.3] Dornenkrone, Schilfrohr, Eisenhandschuh, Würfel
  - [e9.4] Kreuzigungsinstrumente und Kreuzesinschrift

Emporenfresken
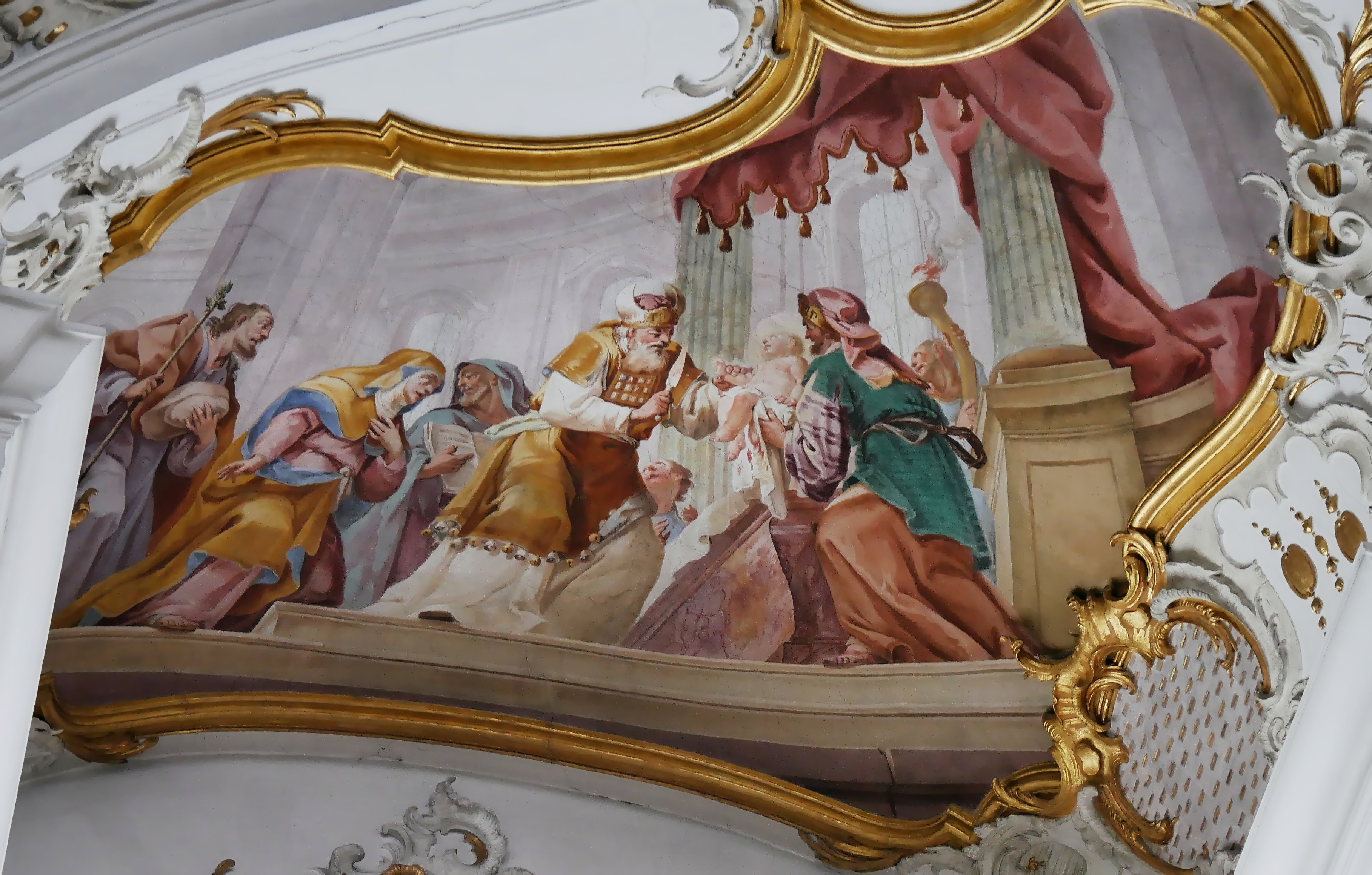
Beschneidung Christi
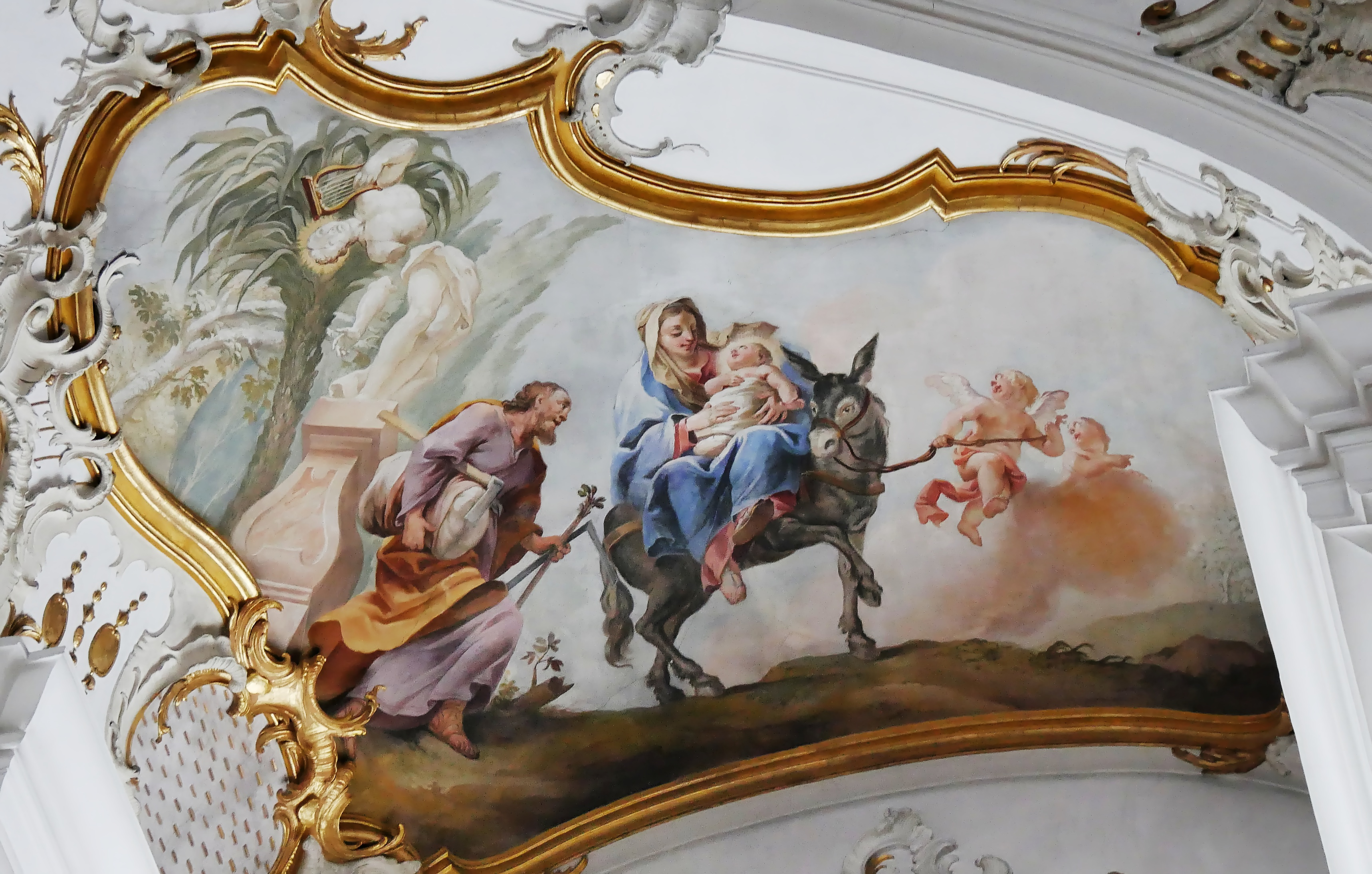
Flucht nach Ägypten
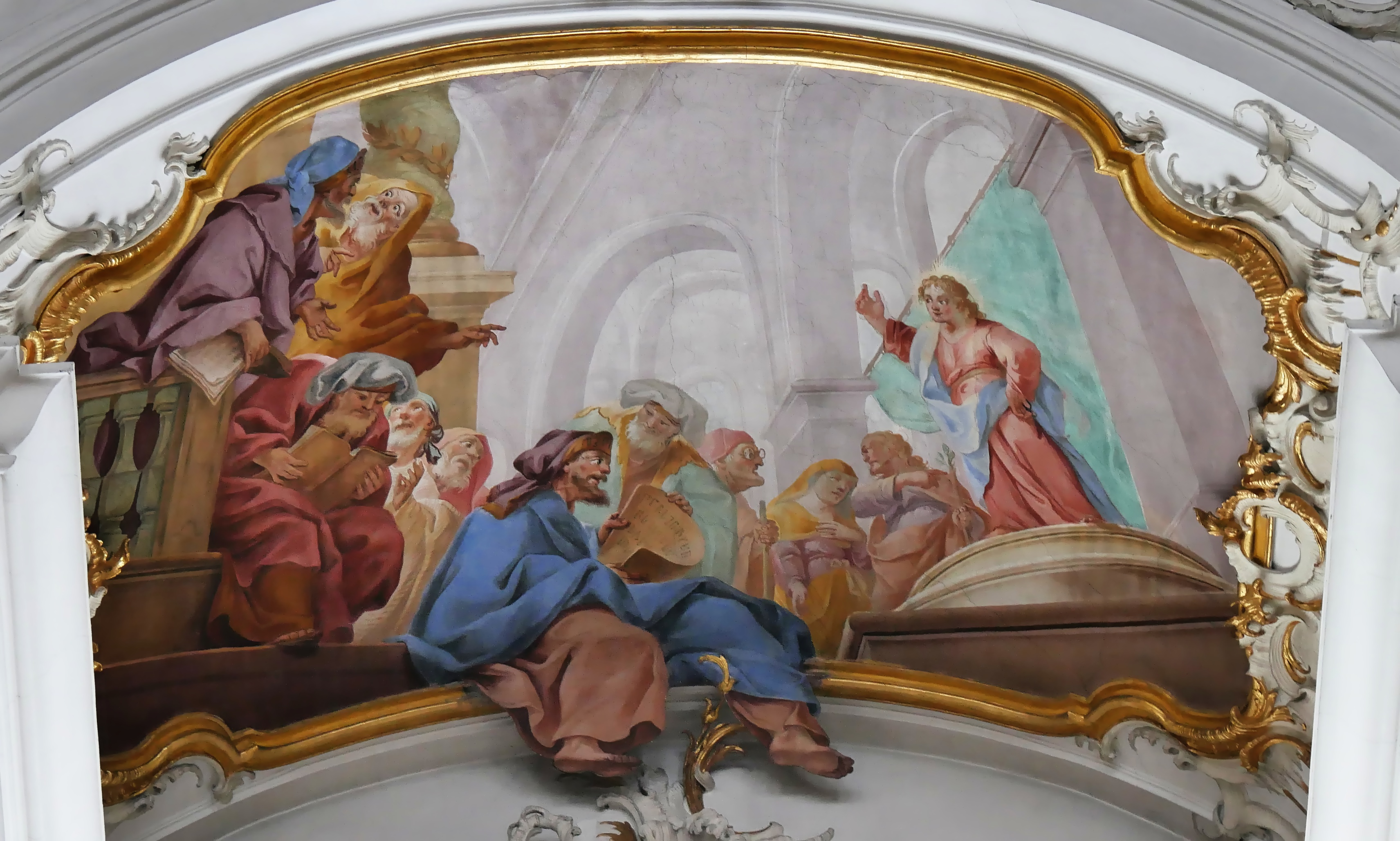
Suche nach dem zwölfjährigen Jesus
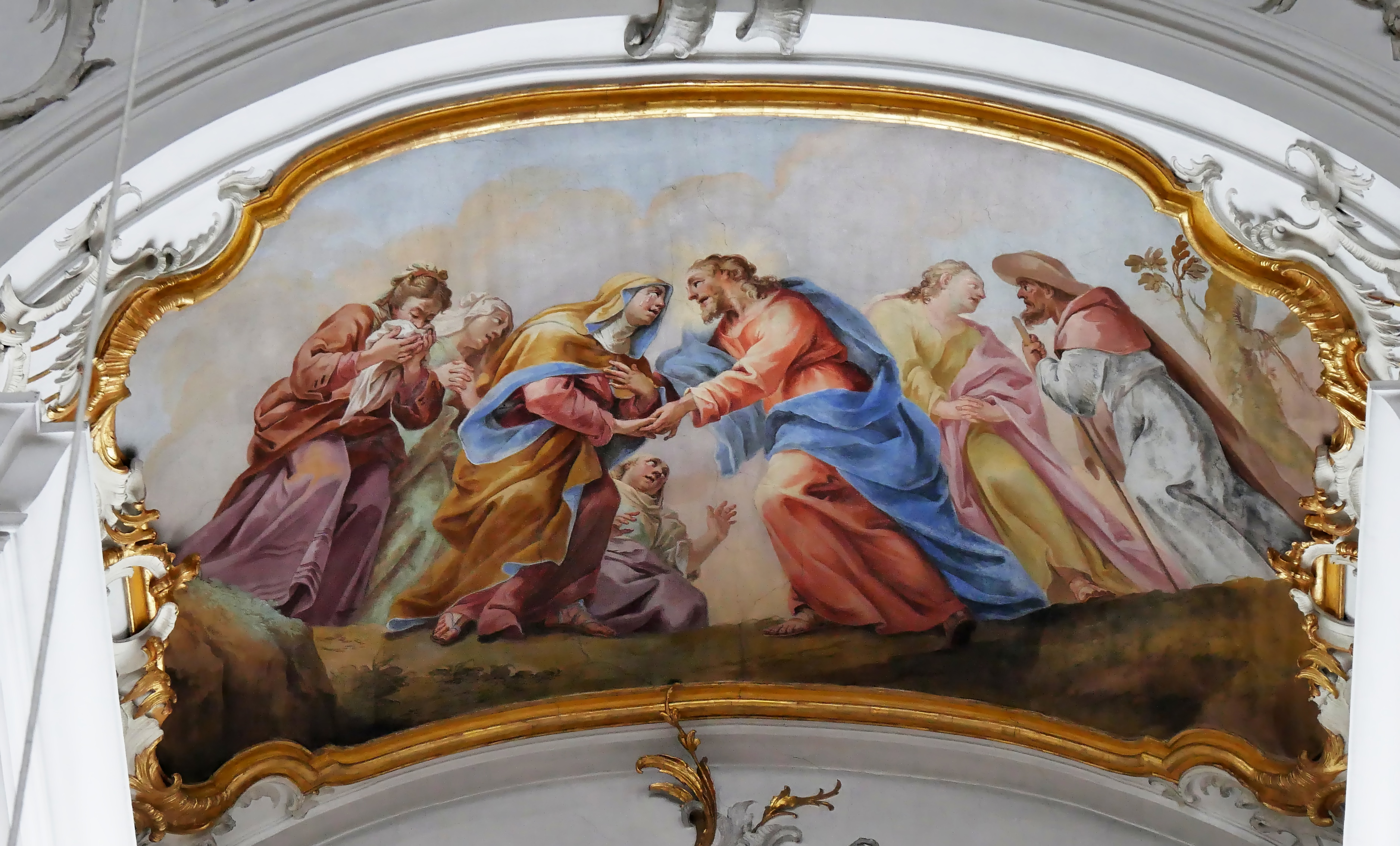
Christus nimmt Abschied von seiner Mutter
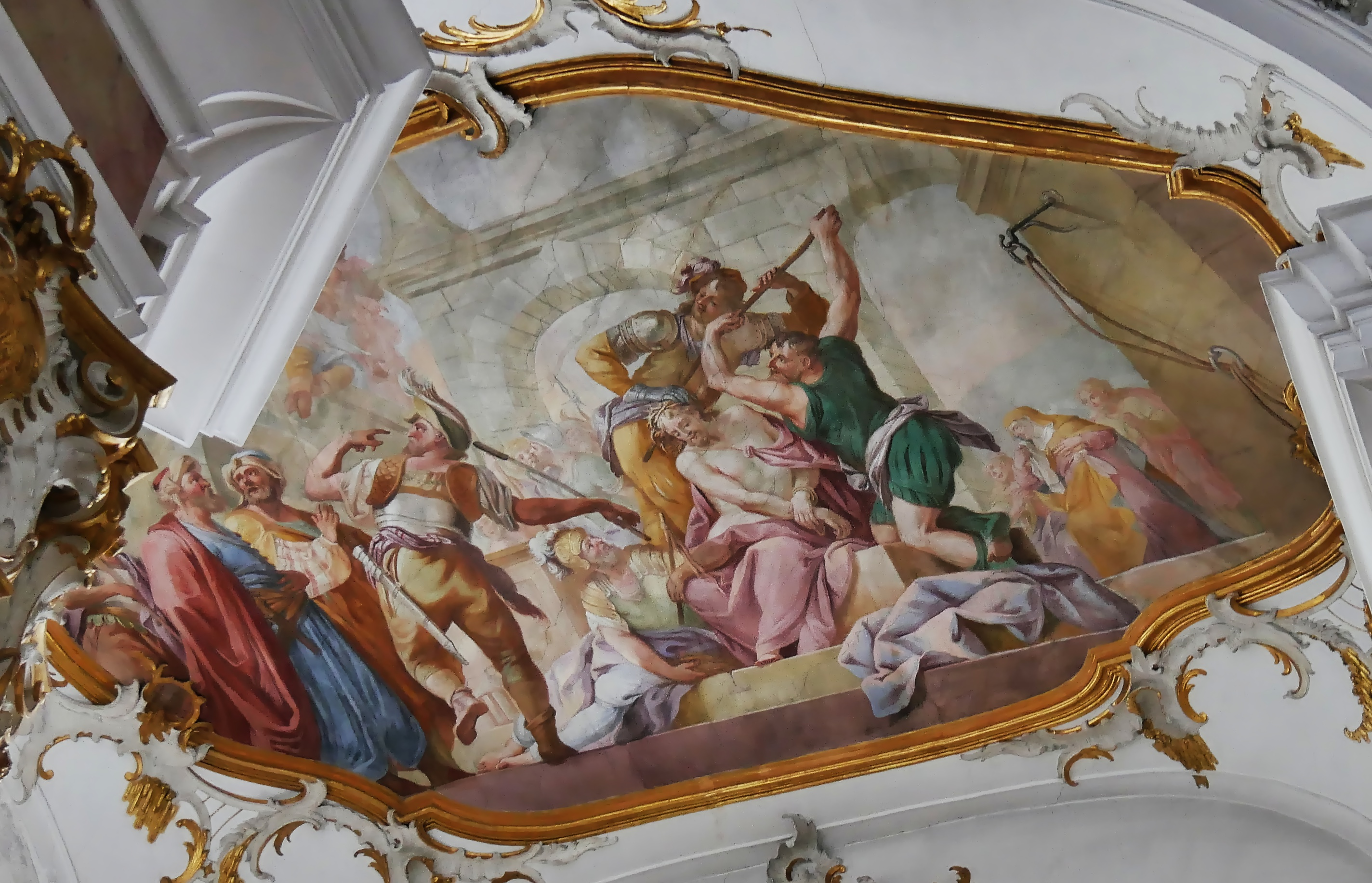
Dornenkrönung
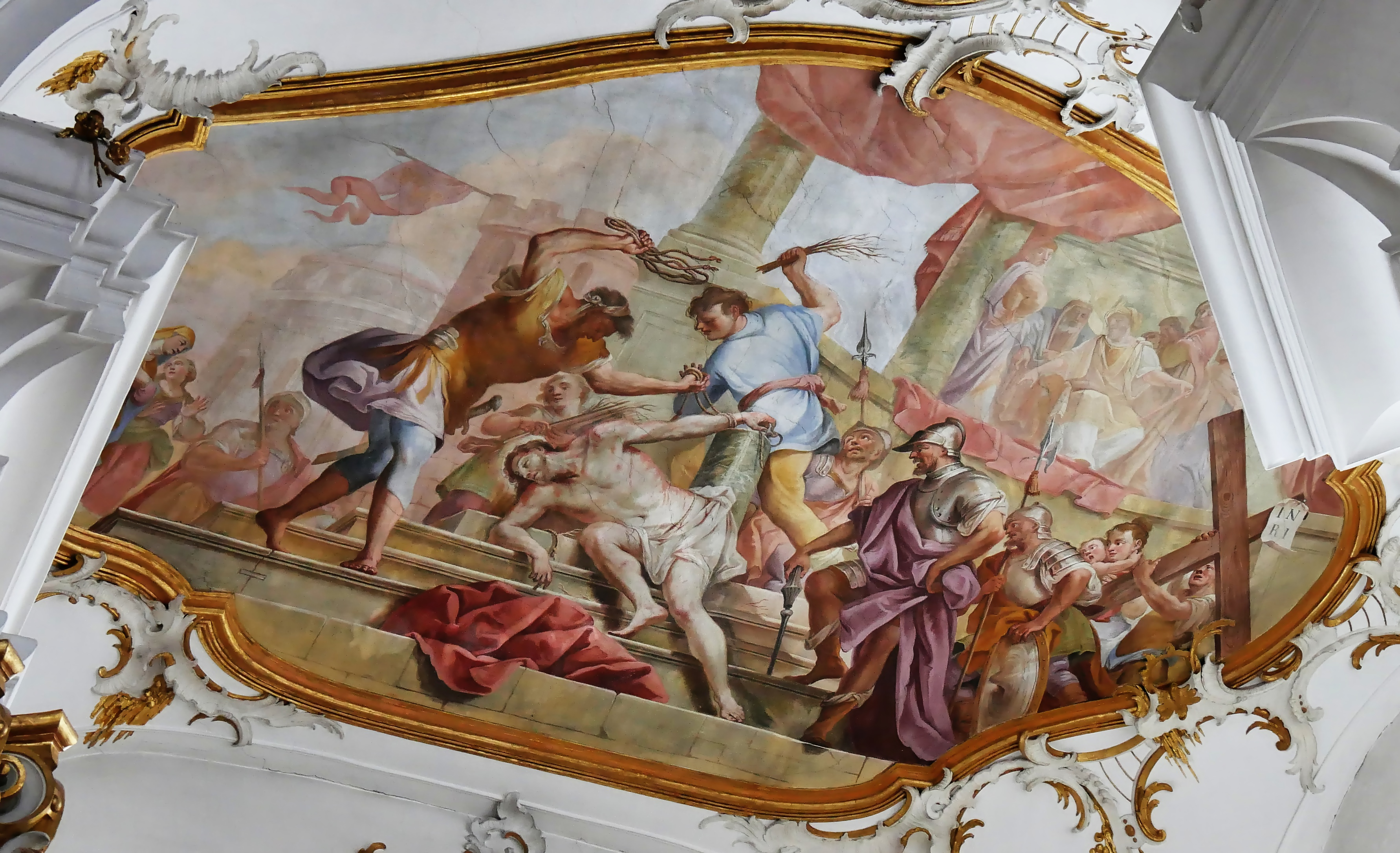
Geisselung
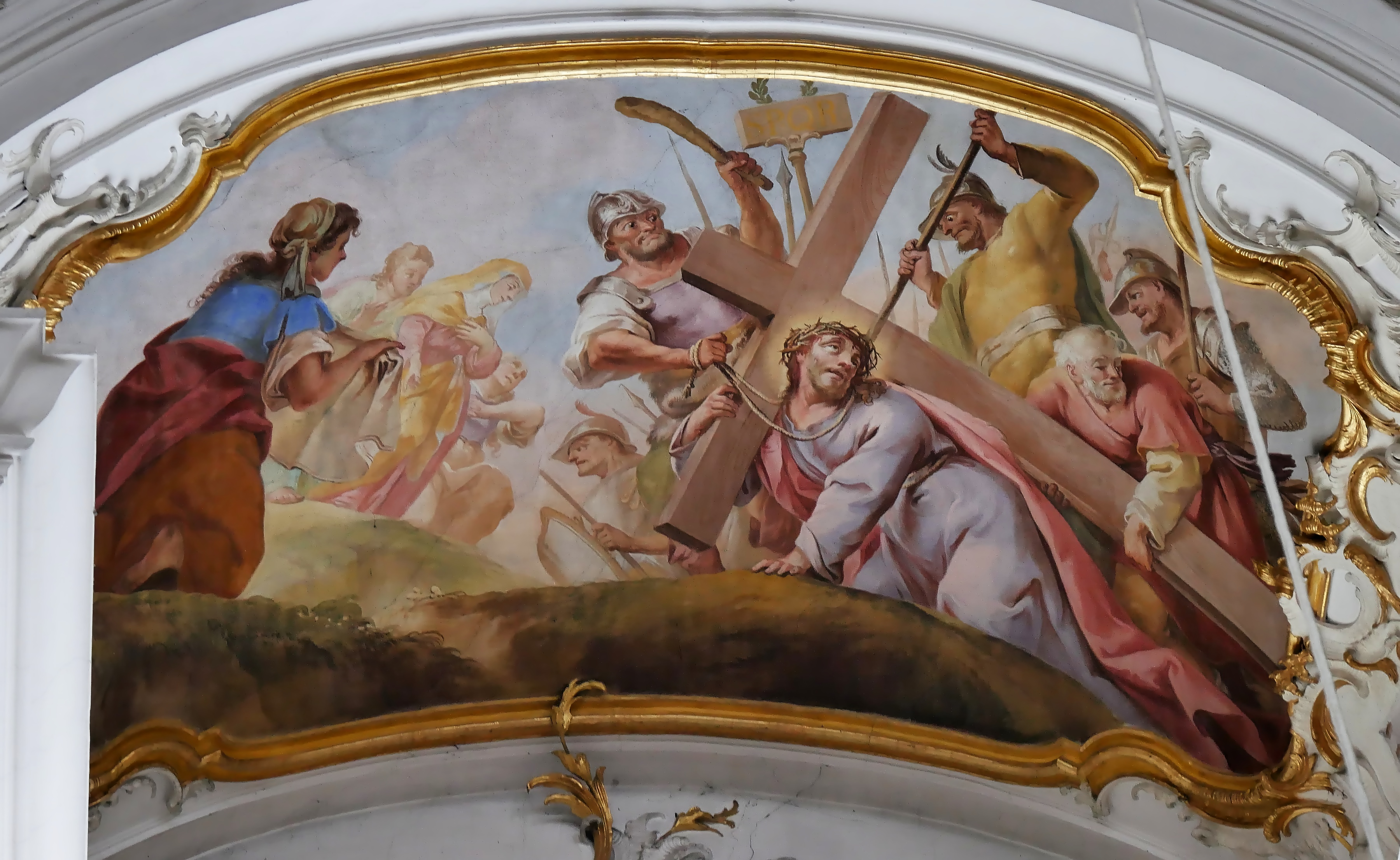
Kreuztragung
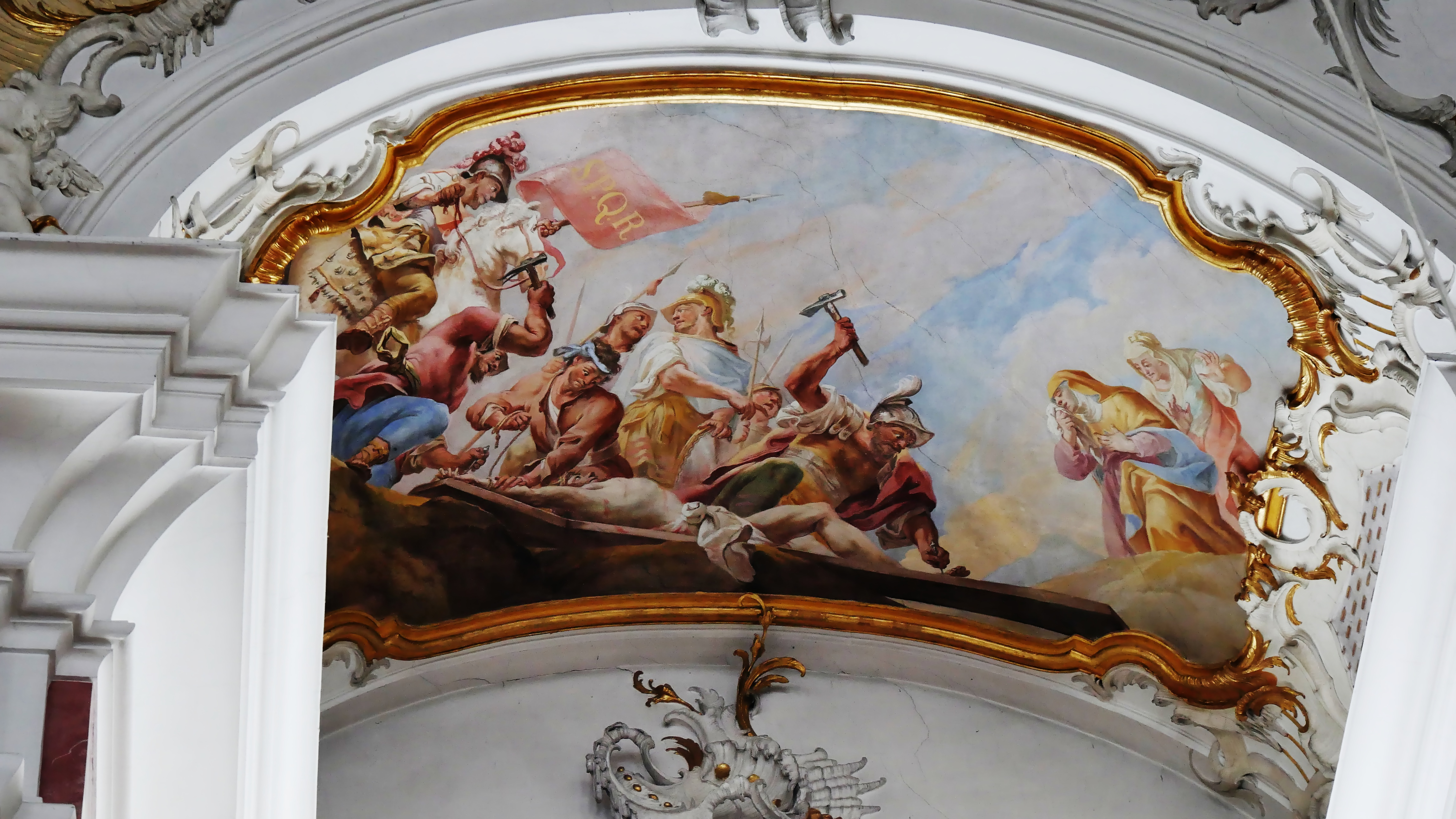
Kreuznagelung

Kartuschen im Mittelschiff
- [k1] Verena von Zurzach
- [k2] Allegorie der katholischen Kirche
- [kv1] Ambrosius
- [kv2] Augustinus
- [kv3] Hieronymus
- [kv4] Gregor der Große

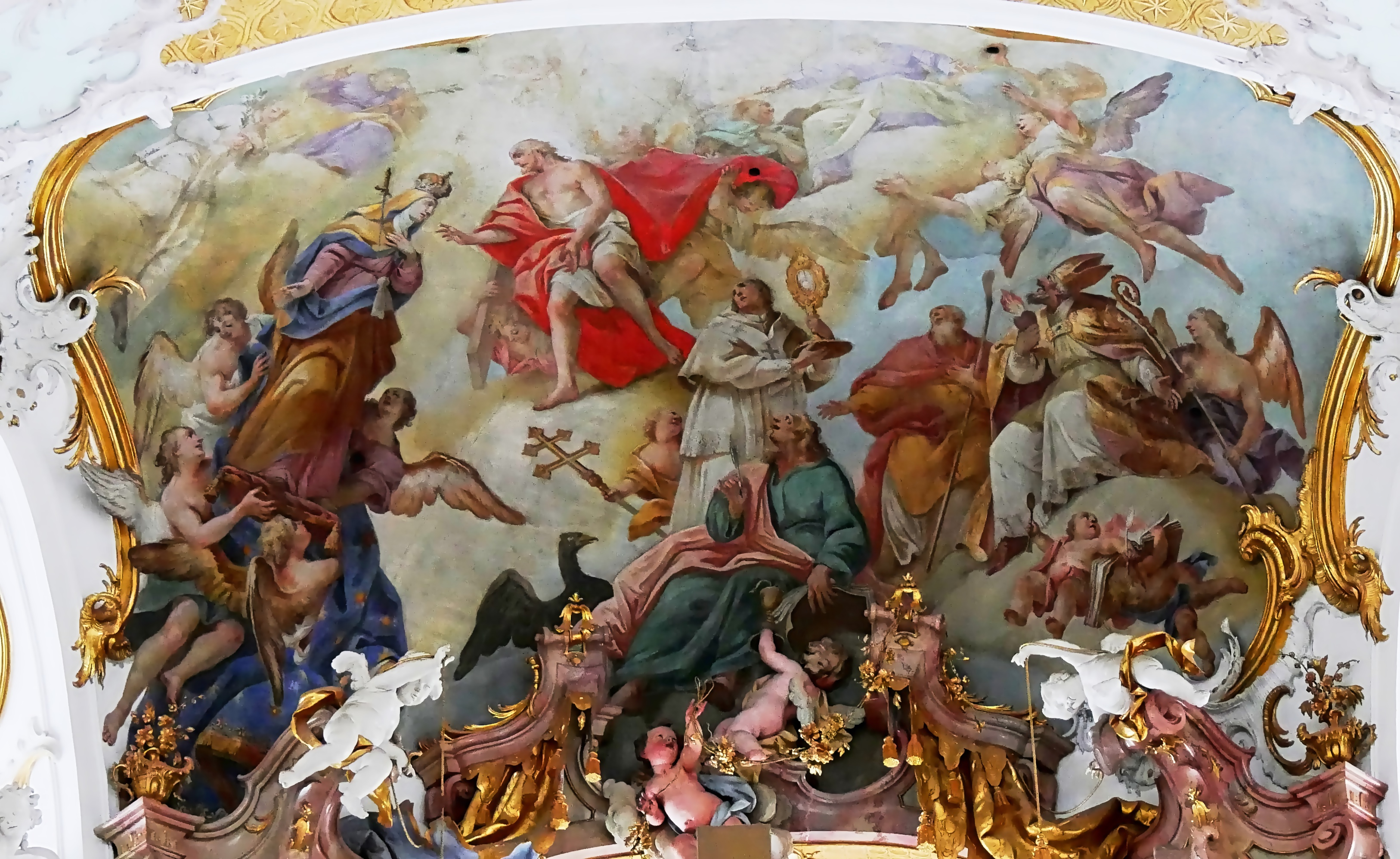
Allegorie der Katholischen Kirche
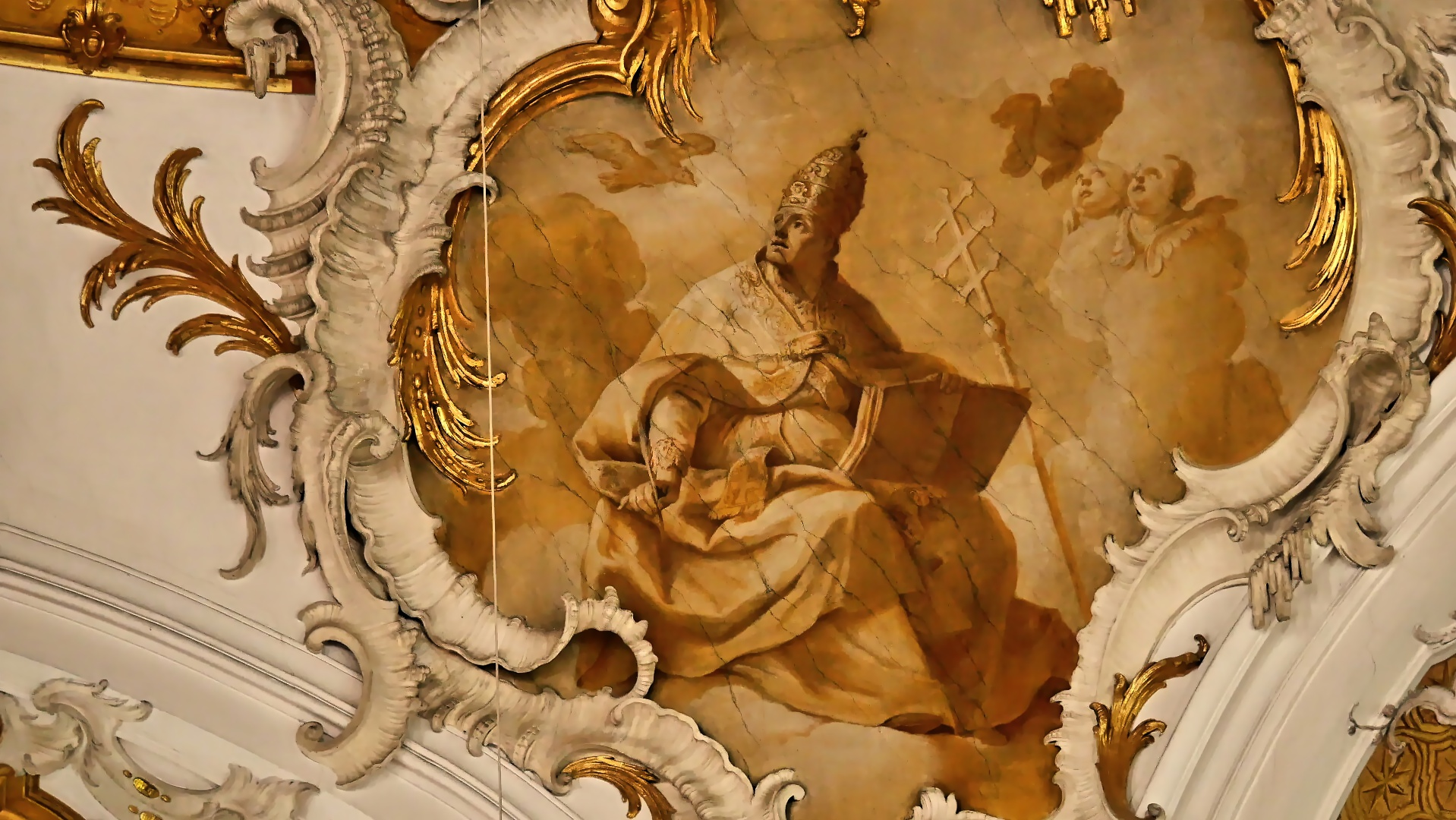
St. Gregor der Große
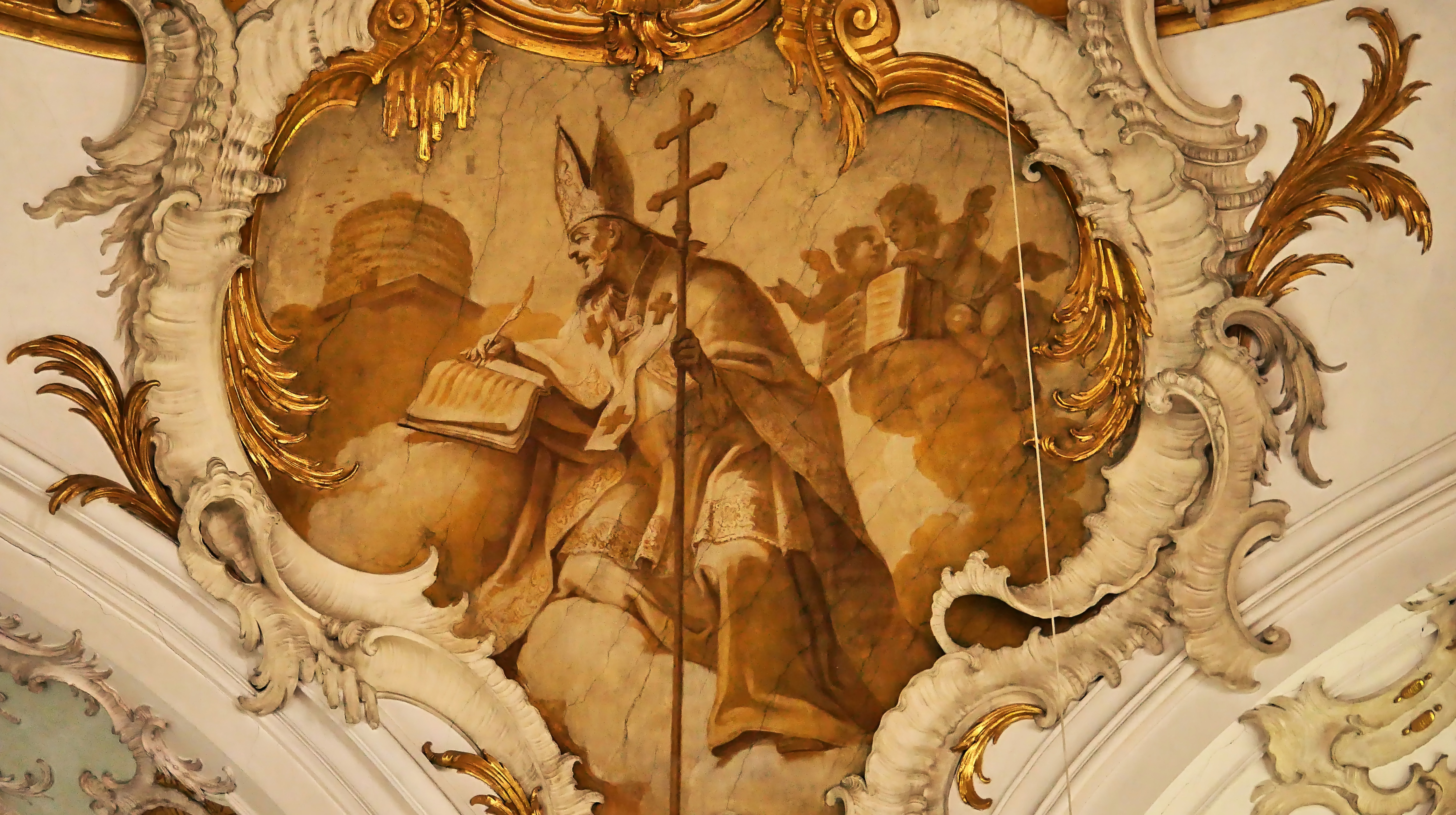
St. Ambrosius von Mailand

Langhausfresko
- [B] Maria als Sinnbild für den Anbruch der Gnadenzeit
  - [BAT1] Brand Sodoms und Rettung Lots
  - [BAT2] Sintflut und Arche Noachs
  - [BAT3] Zerstörung Jerichos und Verschonung des Hauses von Rahab
  - [BAT4] Schlangenplage in der Wüste und Heilung durch die eherne Schlange
  - [BNT1] Dämonenaustreibung durch Jesus
  - [BNT2] Heilung eines Lahmen durch Petrus und Johannes
  - [BNT3] Blindenheilung durch Jesus
  - [BNT4] Heilung des gestürzten Eutychus durch Paulus

### Orgel

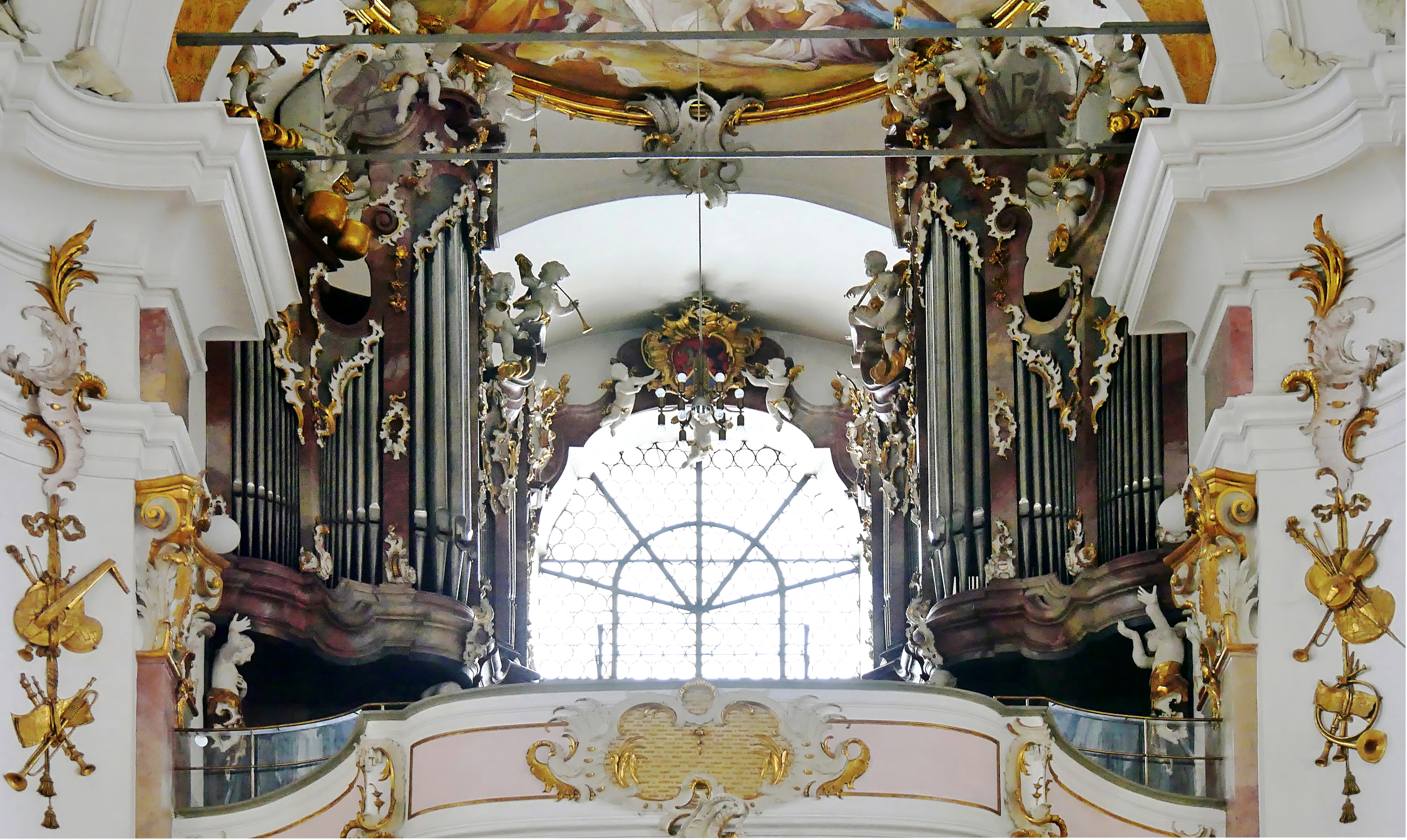
Orgel der Wallfahrtskirche

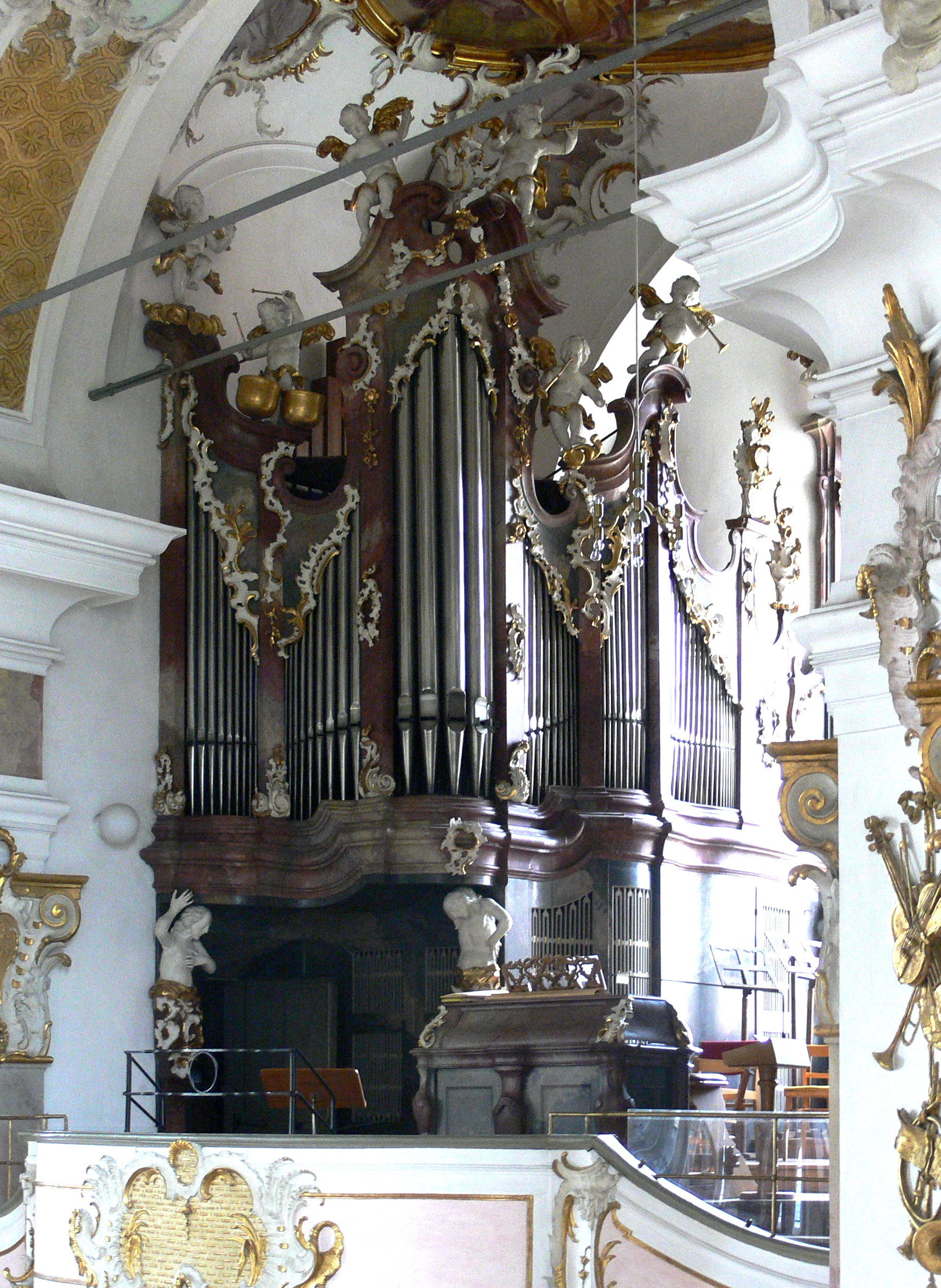
Linke Seite des Orgelprospekts mit dem Gabler’schen Spieltisch im Vordergrund

Das heutige Orgelwerk verfügt über 26 Register mit 1528 Pfeifen, verteilt auf zwei Manuale und Pedal. Der kunstvoll um das Westfenster gruppierte Prospekt sowie der freistehende Spieltisch mit Orgelbank stammen von Joseph Gabler, der 1755–59 einen Neubau erstellte. Hiervon sind außerdem lediglich noch 49 Pfeifen (Rohrflaut 4′) sowie Teile der Spiel- und Registermechanik erhalten.
Veränderungen erfuhr das Werk durch Johann Nepomuk Holzhey, Franz Anton Kiene 1827 (vermutlich Erweiterung um ein zweites Manual und des Pedalumfangs), bis 1873/74 mehrfach Johann Nepomuk Kiene sowie die Firma Schuster & Schmid, welche 1926–28 eine Rekonstruktion der ursprünglichen Orgel nach Originalmensuren von Gabler wagte. Die Kirchenchronik berichtet, dass so nach „manchem vorherigem Herumgepfuschere das Gabler’sche Orgelwerk wieder in seinen ‚alten Stand‘“ zurück versetzt worden sei.
1954 erfolgte der Einbau eines Principals 4′ (Unterwerk) und die Rekonstruktion der Vox humana 8′ nach Gabler’schem Vorbild in Weingarten durch Albert Reiser. Gerhard Schmid renovierte die Orgel 1976 mit dem Ziel, Gablers Vorbild noch näher zu kommen.
Die letzte Ausreinigung der Orgel und Renovation des 1911/12 von Fritz Behler hoch oben im Turm eingebauten maroden Blasebalgs wurde 2021 von Hermann Weber aus Leutkirch im Allgäu abgeschlossen. Durch Rückbaumaßnahmen erscheint die Orgel nun als „Konglomerat aus historischer Substanz und diversen ‚Verbesserungen‘, die alle unter dem Aspekt der ‚Annäherung‘ an einen mutmaßlichen Gabler-Stil gerechtfertigt wurden.“ Ihre aktuelle Disposition lautet:
| I Hauptwerk C–f3 |                     |     |
| 1.               | Bourdon             | 16′ |
| 2.               | Principal           | 8′  |
| 3.               | Flauten             | 8′  |
| 4.               | Gamba               | 8′  |
| 5.               | Coppel              | 8′  |
| 6.               | Flaut douce (ab c1) | 8′  |
| 7.               | Unda maris (ab c1)  | 8′  |
| 8.               | Octav               | 4′  |
| 9.               | Rohrflaut           | 4′  |
| 10.              | Superoctav          | 2′  |
| 11.              | Cornet III–V        | 4′  |
| 12.              | Mixtur V–VII        | 2′  |

| II Positiv C–f3 |                |    |
| 13.             | Flaut douce    | 8′ |
| 14.             | Dolcian        | 8′ |
| 15.             | Viola          | 8′ |
| 16.             | Principal      | 4′ |
| 17.             | Flaut d’amur   | 4′ |
| 18.             | Flageolet      | 2′ |
| 19.             | Fortura III–V0 |    |
| 20.             | Vox humana     | 8′ |

| Pedal C–e |                |         |
| 21.       | Principalbass0 | 16′     |
| 22.       | Subbass        | 16′     |
| 23.       | Quintbass      | 10 2⁄3′ |
| 24.       | Violon         | 8′      |
| 25.       | Bombard        | 16′     |
| 26.       | Trompone       | 8′      |

- Koppeln: Normalkoppeln II/I, I/P
- Anmerkungen:

1. ↑  Von Joseph Gabler, mit 49 veränderten Pfeifen.
2. ↑  Ab C 4′ ohne Terz, ab c1 8′ mit Terz.
3. ↑  Von Franz Anton Kiene.

An der Vorderseite der Orgel befindet sich das Wappen des Abts Ambros Guggenmoos vom Kloster Rot an der Rot. Um die Orgel herum befindet sich eine Vielzahl musizierender Putti.

Musizierende Putti
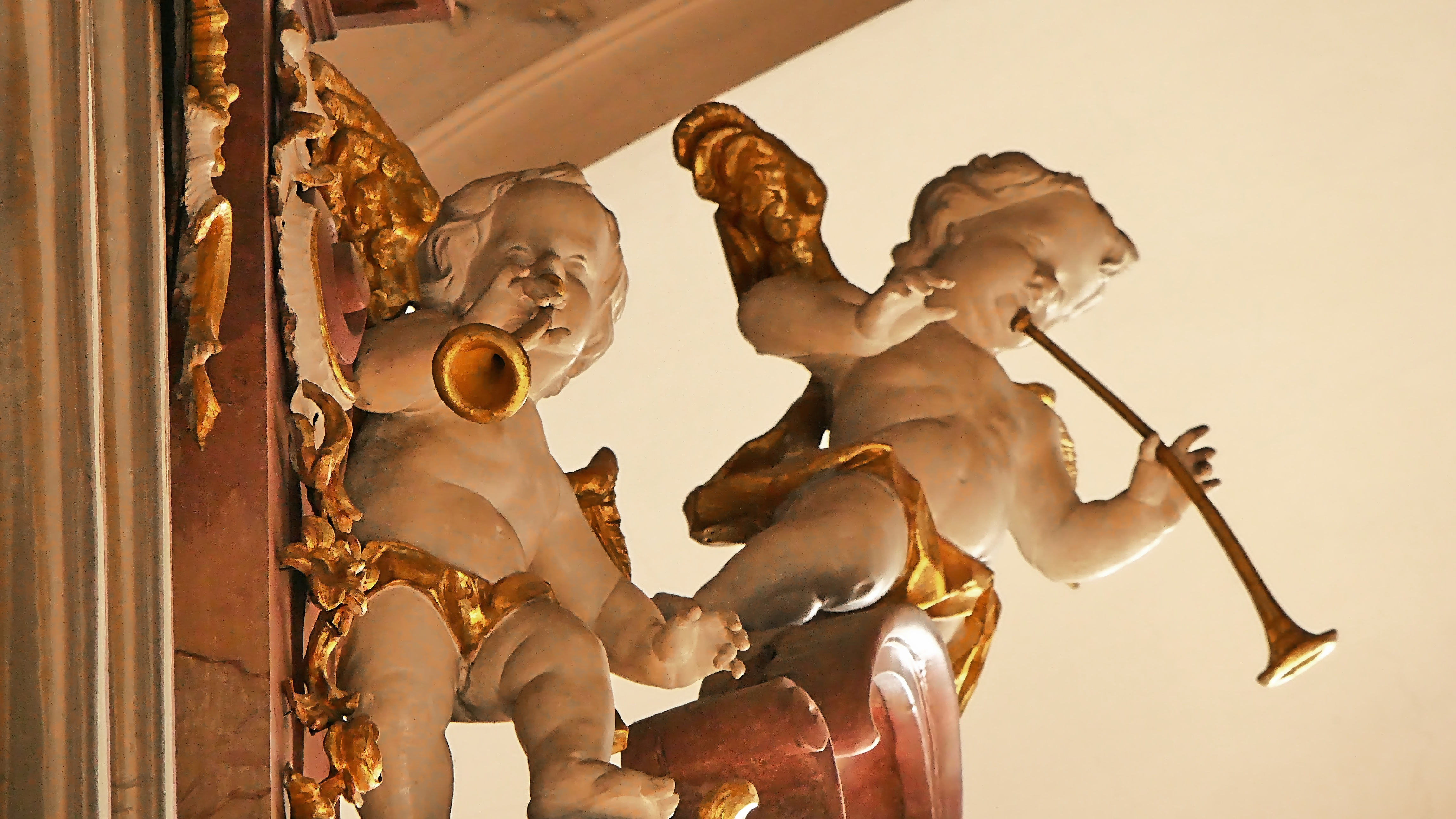
Mit Trompeten
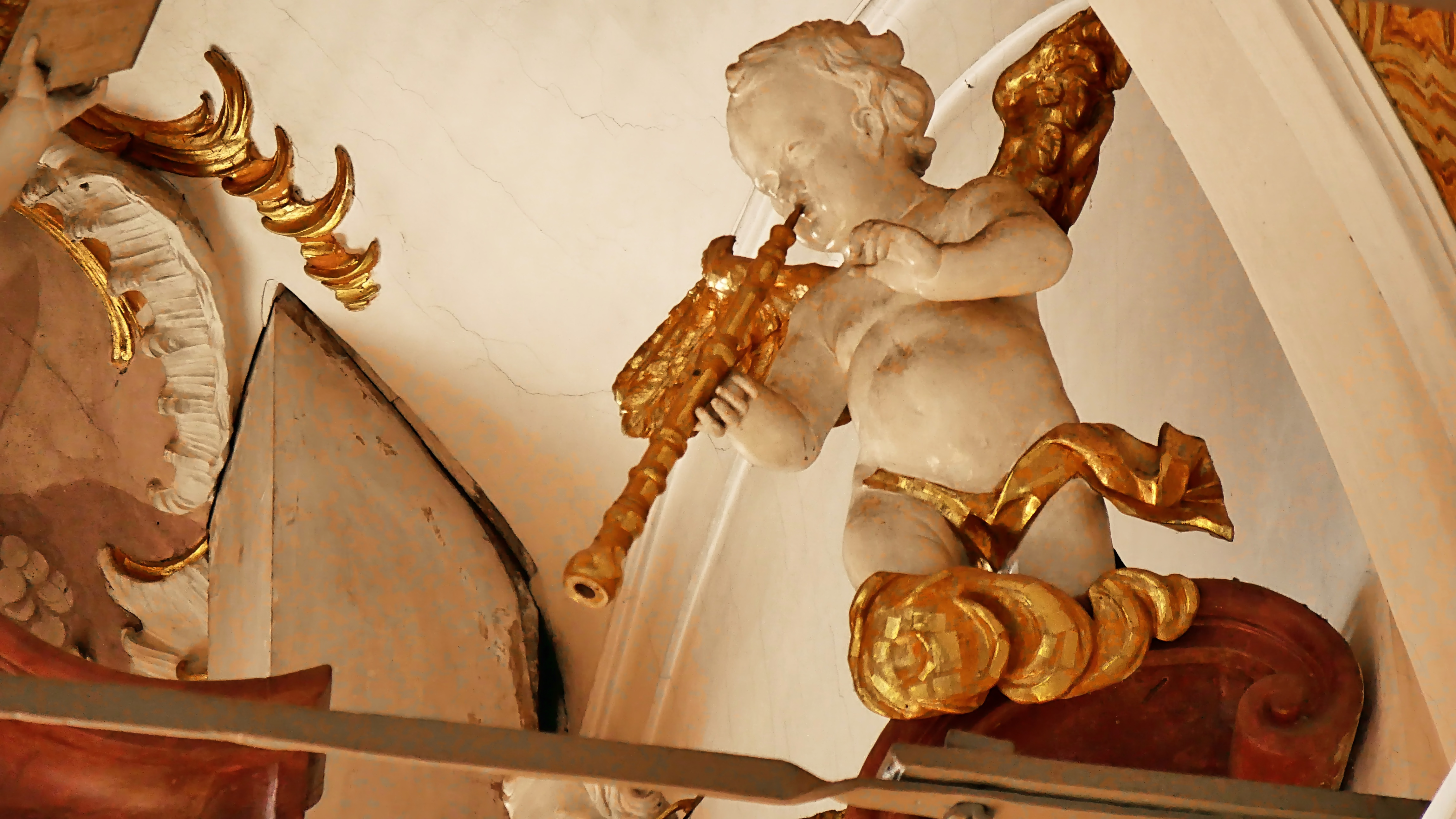
Mit Oboe
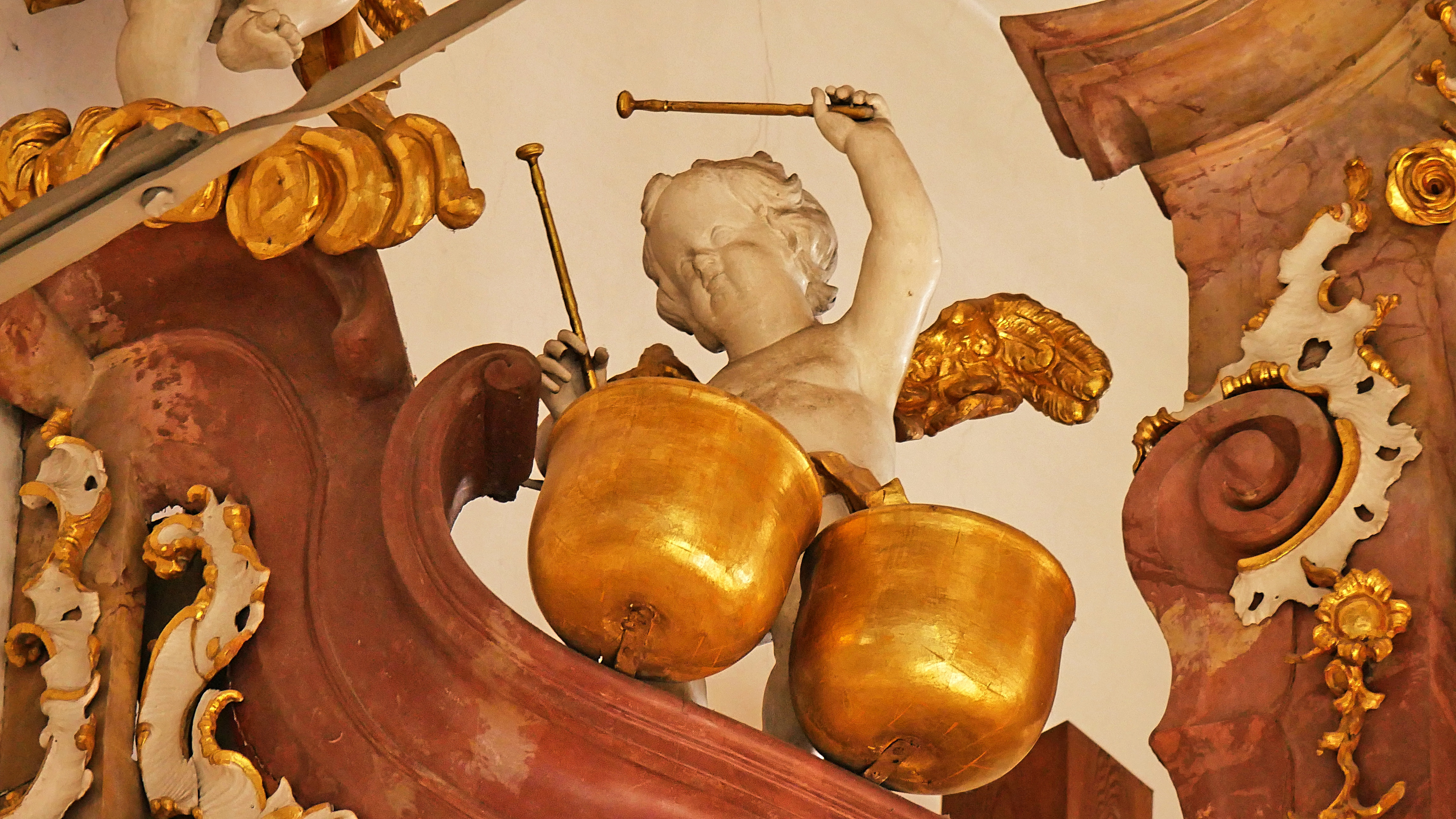
Mit Pauken
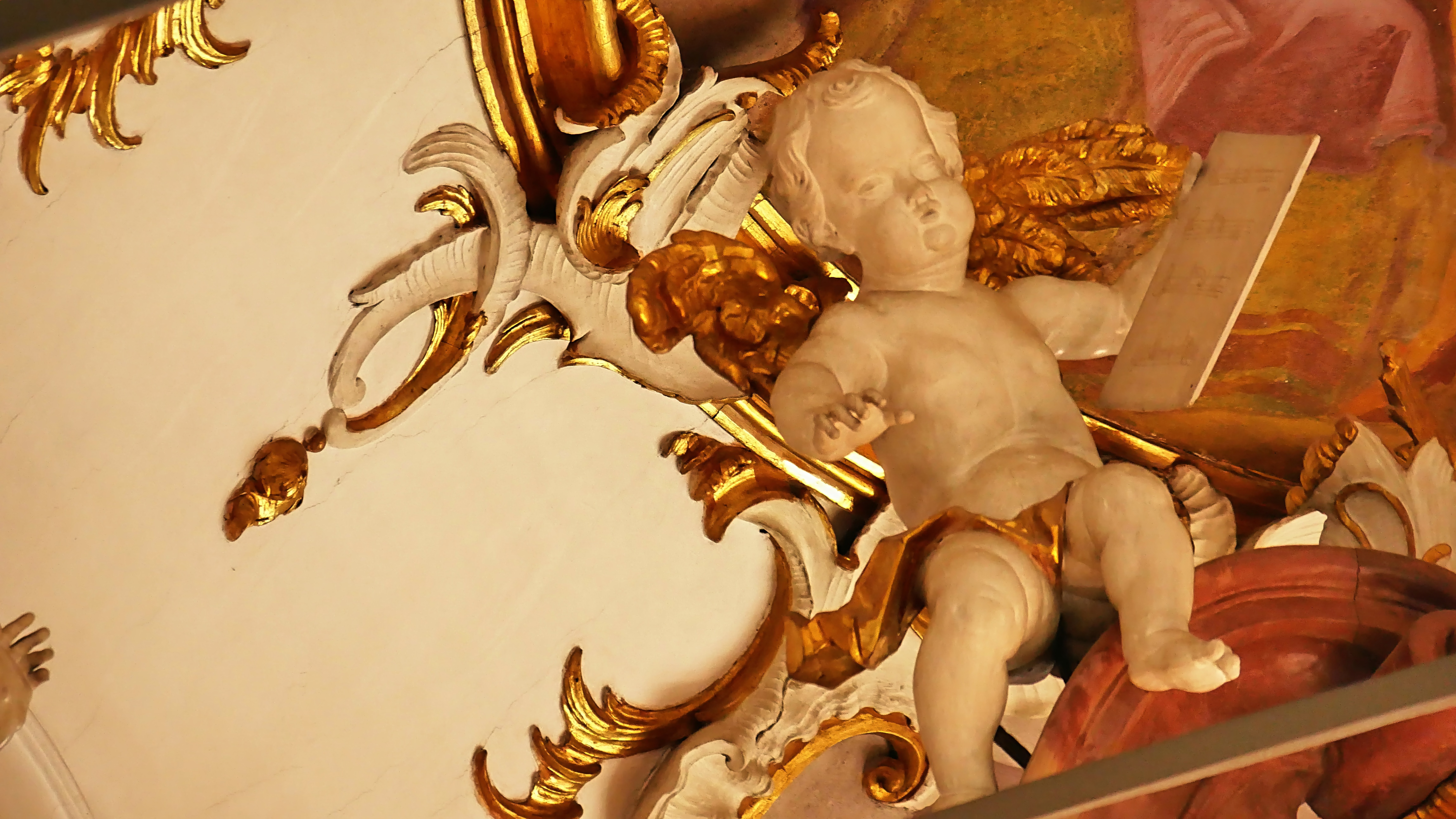
Sänger
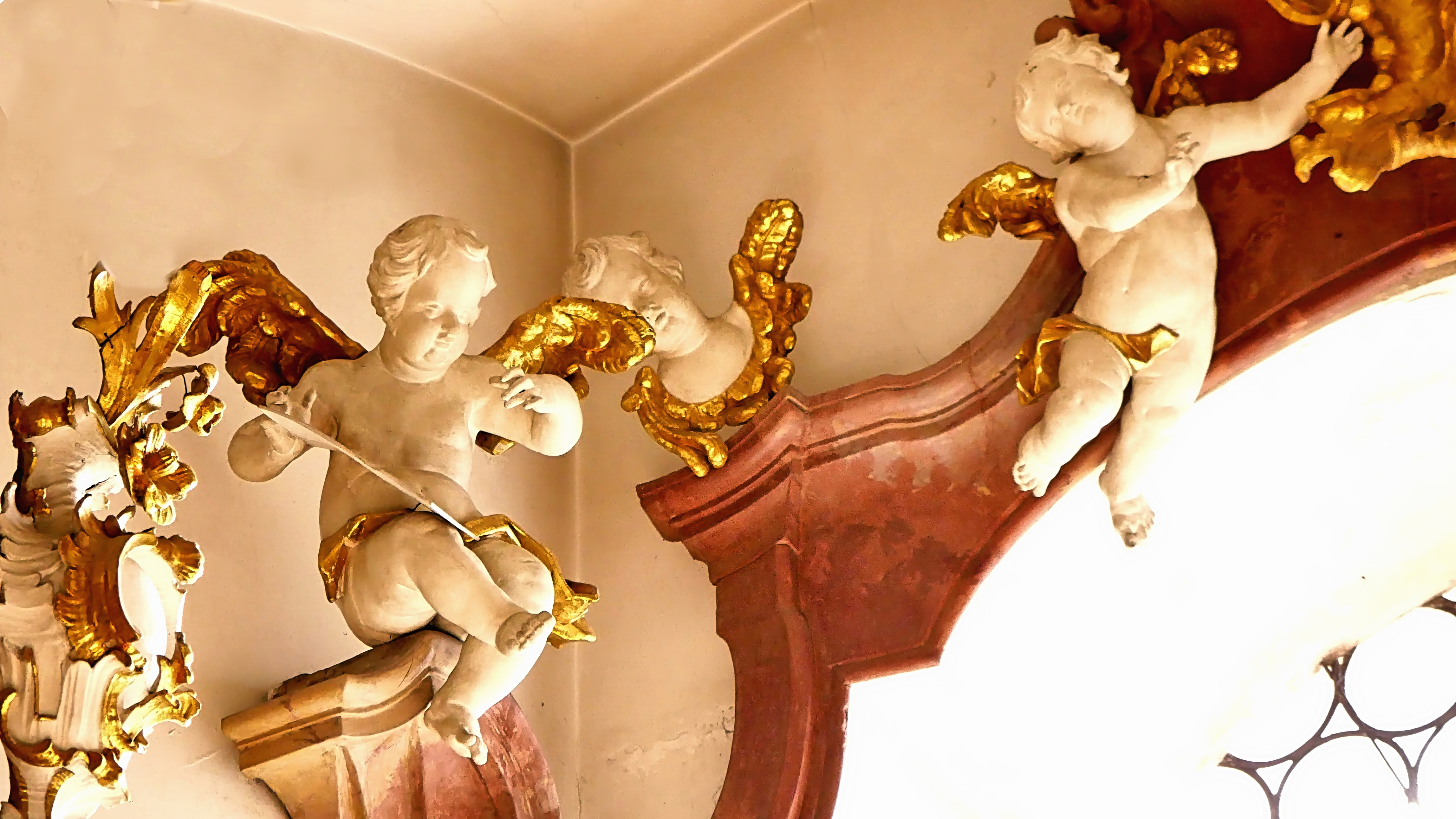
Sänger
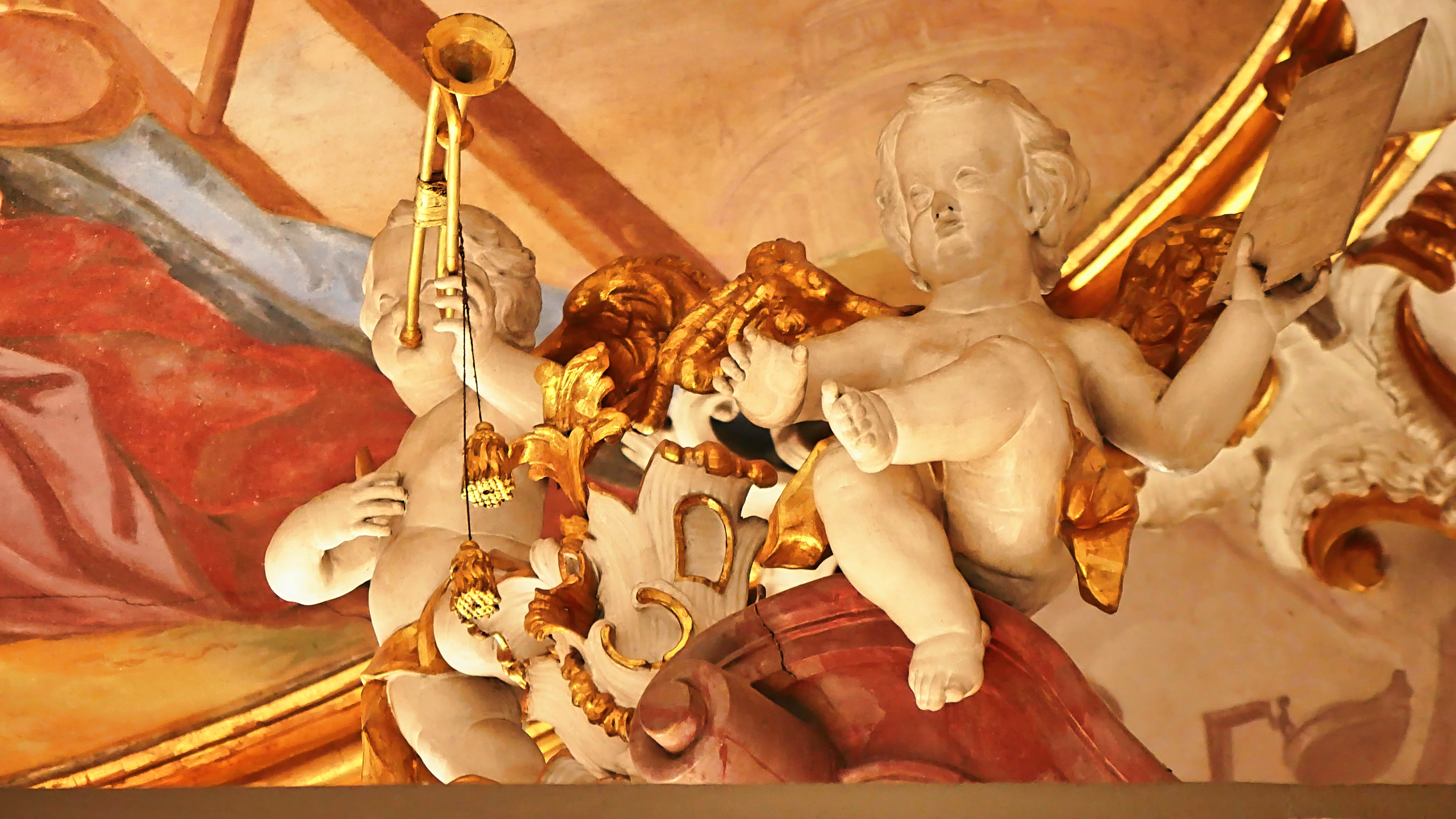
Mit Trompete und Sänger
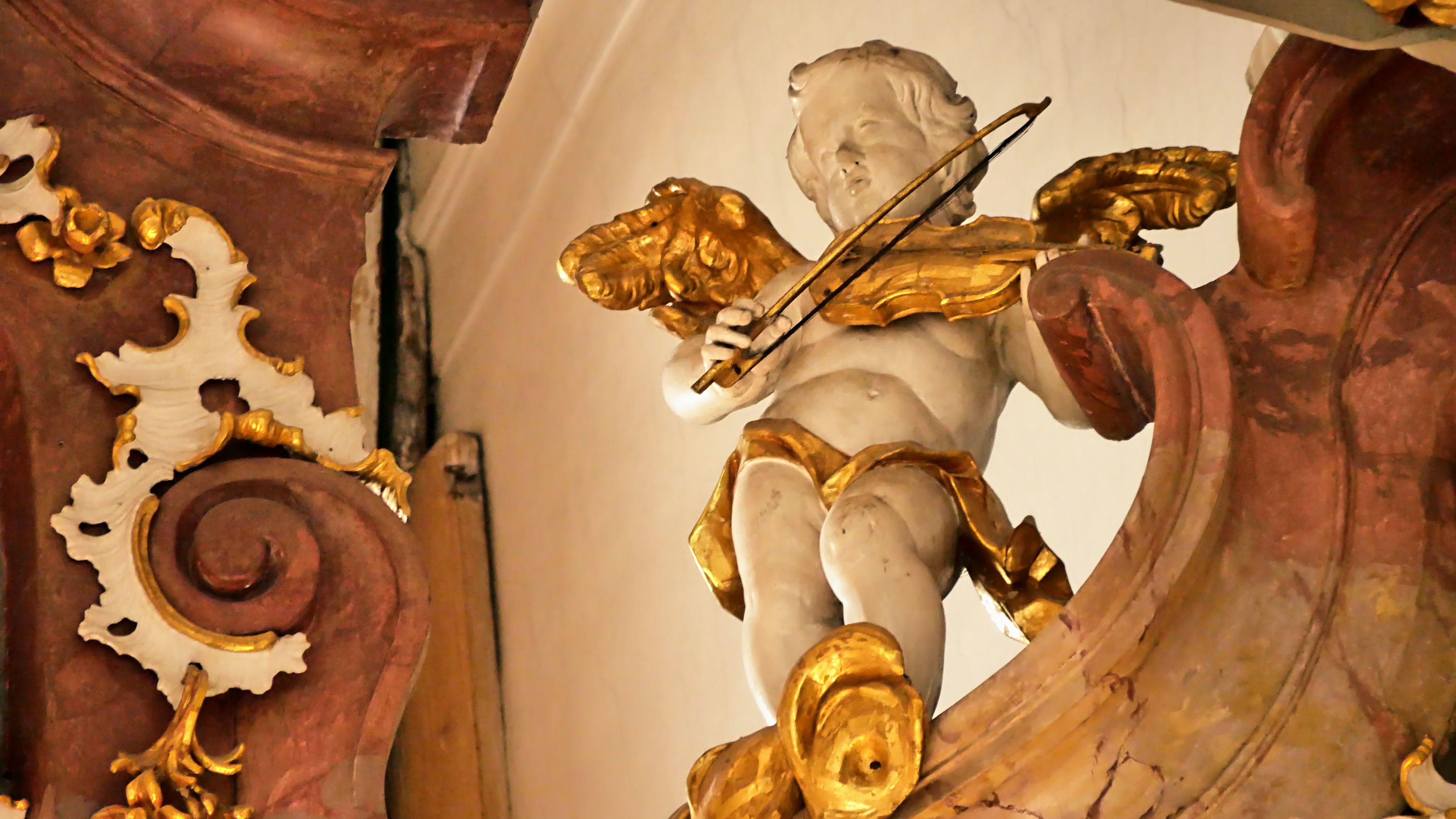
Mit Violine

### Glocken
Die Kirche verfügt über sechs Glocken, welche 1952 von der Glockengießerei Rudolf Perner aus Passau gegossen wurden.
1. Die Christusglocke ist im Ton b gestimmt und hat ein Gewicht von 56 Zentnern.
2. Die Marienglocke ist im Ton des1 gestimmt und hat ein Gewicht von 34,40 Zentnern.
3. Die Josefsglocke ist im Ton es1 gestimmt und hat ein Gewicht von 23,20 Zentnern.
4. Die Schutzengelglocke ist im Ton ges1 gestimmt und hat ein Gewicht von 13,40 Zentnern.
5. Die Ulrichsglocke ist im Ton as1 gestimmt und hat ein Gewicht von 9,48 Zentnern.
6. Die Armenseelenglocke ist im Ton b1 gestimmt und hat ein Gewicht von 6,88 Zentnern.

## Heutige Wallfahrt

### Hauptwallfahrtstag
Hauptwallfahrtstag ist der Pfingstmontag mit einem höheren Würdenträger der Kirche. Ein weiterer wichtiger Wallfahrtstag ist seit 1849 der Michaelisamstag (letzter Samstag im September) mit der Bayerisch-Württembergischen-Kriegervereinigung mit 75 Vereinen und fünf Musikkapellen (Michaeli-Wallfahrt). Ursprünglich geht die Wallfahrt auf eine Initiative des Königlich Französischen General-Leutnants Graf Karl Daniel von Firmas-Peries zu Lautrach und des Königlich Bayerischen Stabsoffiziers der Landwehr Freiherr Ignaz von Westernach auf Kronburg zurück. Sie luden zum ersten Mal 1849, am Tage des Hl. Erzengels Michael, des Patrons der Soldaten (29. September), die Veteranen der engeren und weiteren Umgebung zu einem allgemeinen Veteranenjahrtag ein. Festredner war 2008 der Regierungspräsident von Schwaben, Karl Michael Scheufele aus Augsburg.

### Fußwallfahrten über das Jahr

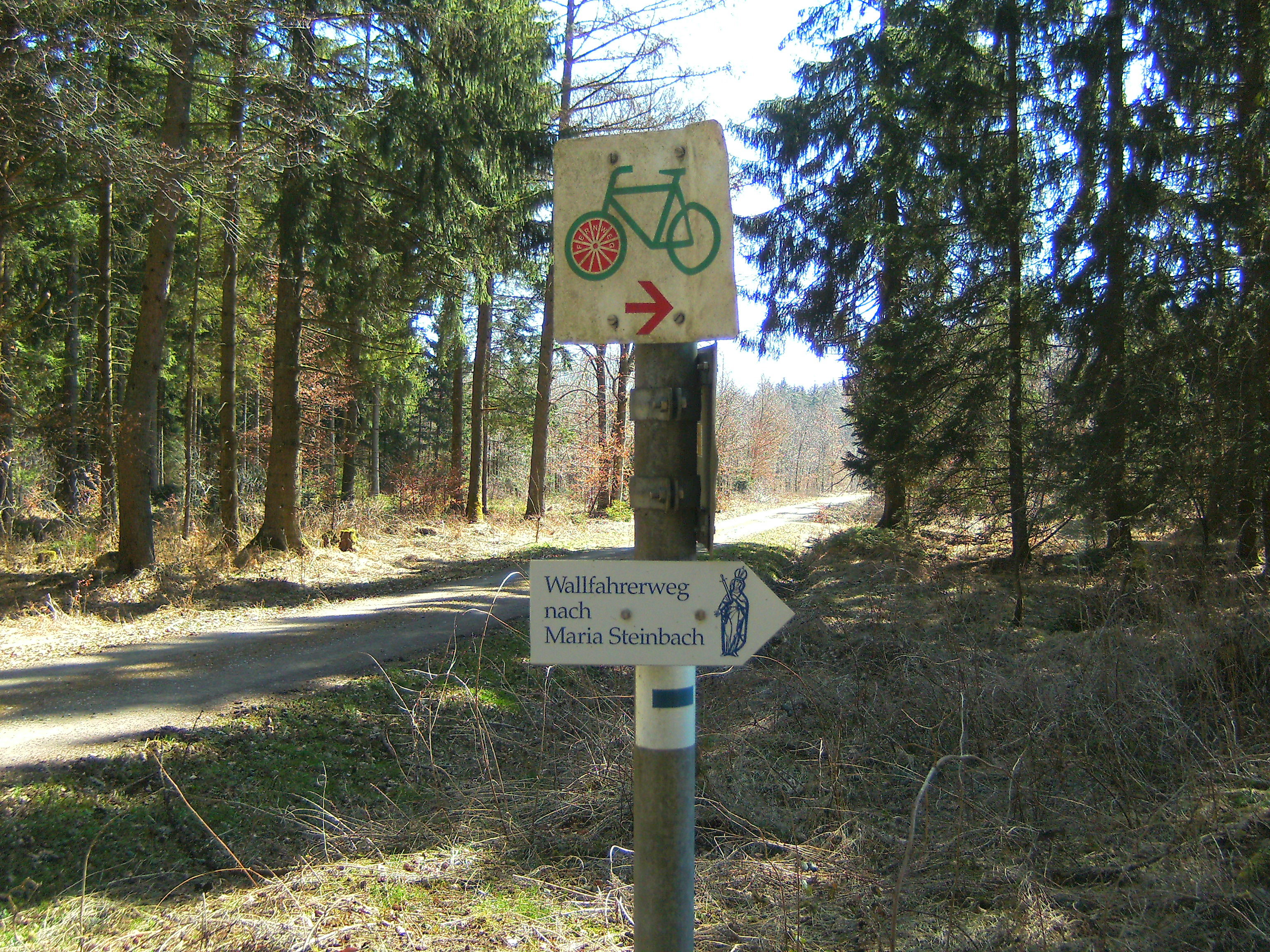
Wallfahrtswegweiser

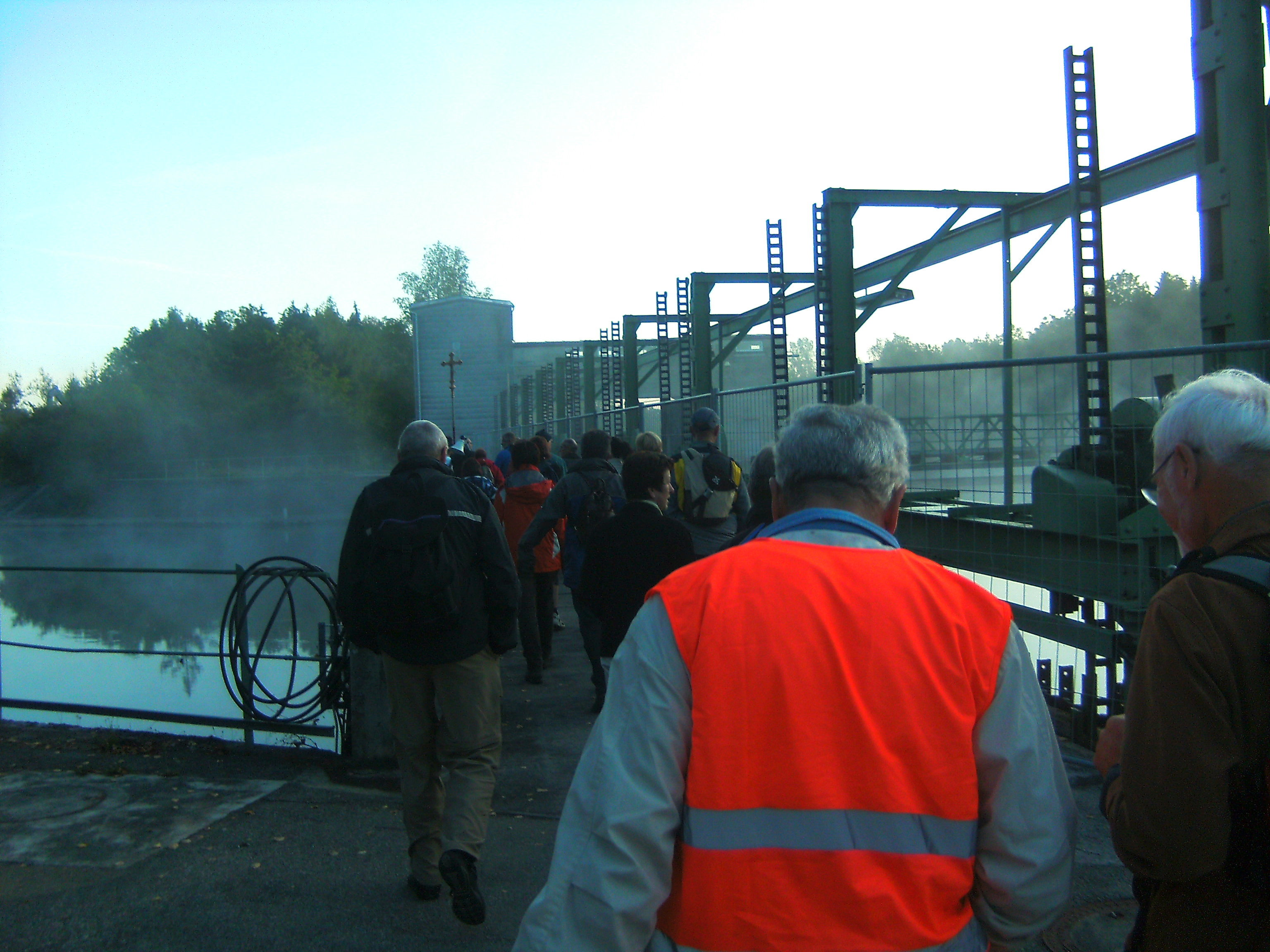
Fußwallfahrer

| Gemeinde                       | Kirchengemeinde                   | Termin                                   |
| ------------------------------ | --------------------------------- | ---------------------------------------- |
| Aichstetten                    | St. Michael und St. Vitus         | Sonntag im Mai                           |
| Altusried                      | St. Blasius                       | Ende April / Anfang Mai                  |
| Bad Grönenbach                 | St. Philippus und Jakob           | Pfingstsonntag                           |
| Baltringen                     | St. Nikolaus                      | 1. Samstag nach Allerheiligen            |
| Benningen                      | St. Peter und Paul                | Samstag im Juni                          |
| Berkheim                       | St. Willebold                     | 4. Sonntag im August                     |
| Illerwinkel                    | St. Magnus                        | Zum Fest des Hl. Ulrich (4. Juli)        |
| Kirchberg an der Iller         | St. Martinus                      | 1. Samstag im November (Männerwallfahrt) |
| Kempten (Allgäu) (Heiligkreuz) | St. Lorenz                        | Ende April / Anfang Mai                  |
| Böhen                          | St. Georg                         | Samstag vor Pfingsten                    |
| Lautrach                       | St. Peter und Paul                | Am Tag vor Christi Himmelfahrt           |
| Legau                          | St. Gordian und Epimach           | Montag vor Christi Himmelfahrt           |
| Memmingen                      | St. Josef und Christi Himmelfahrt | Ende September                           |
| Ochsenhausen                   | St. Georg                         | Anfang Oktober                           |
| Rot an der Rot                 | St. Verena                        | 4. Samstag im August                     |